# Crisi de juliol
La Crisi de juliol fou una sèrie d'escalades diplomàtiques i militars interrelacionades entre si, que van implicar les potències principals d'Europa l'estiu de 1914 i van desembocar en la Primera Guerra Mundial. La crisi va començar el 28 de juny de 1914, quan Gavrilo Princip, un serbi bosnià, va assassinar l'arxiduc Francesc Ferran d'Àustria, l'hereu presumpte del tron austrohongarès. Una xarxa complexa d'aliances, acompanyada d'errors de càlcul de molts líders que creien que la guerra els era favorable o que no hi hauria una guerra generalitzada, va tenir com a resultat un esclat d'hostilitats entre gairebé totes les nacions europees importants a principis d'agost de 1914; el maig de 1915, ja hi eren implicades totes les nacions principals.

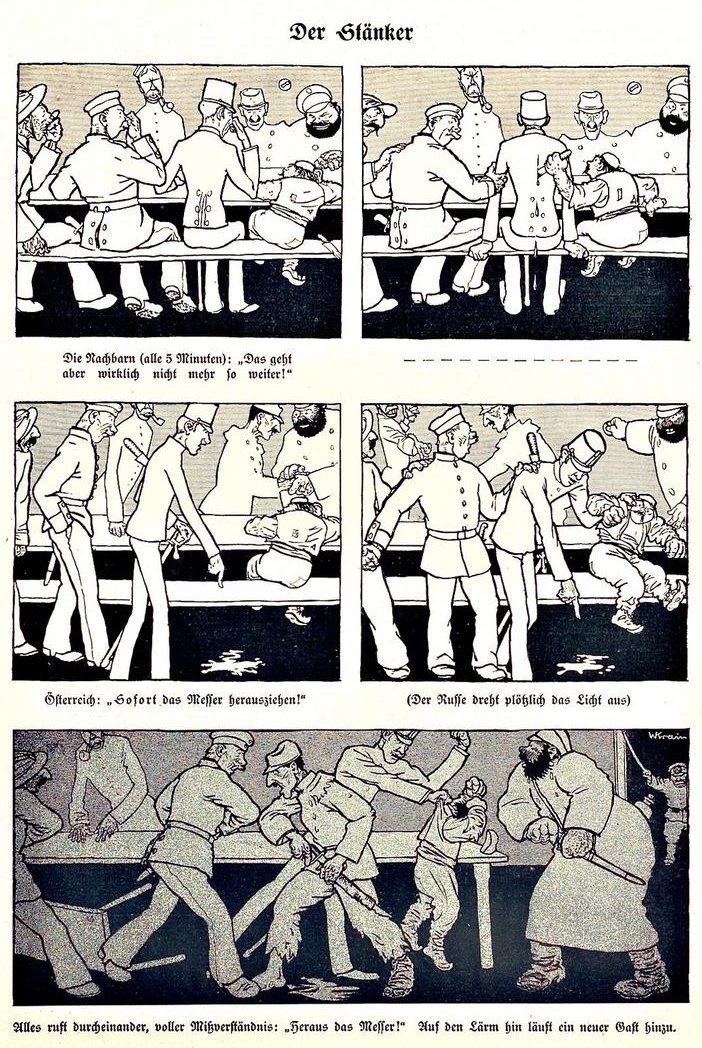
Caricatura política titulada "Der Stänker" ("El Busca-bregues") que es va publicar a la revista satírica alemanya Kladderadatsch el 9 d'agost de 1914, que representa les nacions d'Europa assegudes en una taula.
(1er dibuix) Les Potències Centrals es tapen el nas de fàstic mentre la petita Sèrbia s'afegeix a la taula, mentre Rússia reacciona amb joia.
(2) Sèrbia apunyala Àustria-Hongria, amb commoció evident de tothom. Alemanya ofereix immediatament suport a Àustria.
(3)Àustria exigeix una satisfacció de Sèrbia, mentre una Alemanya relaxada amb les mans a les butxaques no s'adona que Rússia i França es posen d'acord al fons.
(4) Àustria malatracta Sèrbia, mentre una Alemanya alarmada mira Rússia que s'ha enfadat i presumiblement fa un acord amb l'Imperi Otomà, i França prova de parlar amb Gran Bretanya.
(5) Comença una baralla general amb Alemanya i França enfrontant-se immediatament, mentre Gran Bretanya s'ho mira amb consternació. (És possible que el dibuix es fes abans de la declaració de guerra britànica.) A la dreta, un altre combatent amenaça d'afegir-s'hi des de la foscor.

Àustria-Hongria considerava que els moviments irredemptistes dels eslaus meridionals, promoguts per Sèrbia, eren una amenaça a la unitat nacional. Després de l'assassinat, Àustria volia donar un cop militar contra Sèrbia per fer una demostració de força i aconseguir que Sèrbia fos més prudent en el seu suport del nacionalisme iugoslau. Això no obstant, el preocupava la reacció de l'Imperi Rus, que era el suport principal de Sèrbia, i per això va demanar una garantia al seu aliat alemany que donaria suport a Àustria en qualsevol conflicte. Alemanya va garantir el seu suport, però va aconsellar Àustria d'actuar ràpidament, mentre les simpaties mundials per l'hereu assassinat eren significatives, per tal de limitar la guerra a una zona determinada, i evitar implicar-hi Rússia. Alguns líders alemanys creien que la potència econòmica creixent de Rússia modificaria l'equilibri de poder entre els dos països, que una guerra era inevitable, i que a Alemanya li aniria bé si hi havia una guerra aviat. Tanmateix, en comptes de llançar un atac ràpid amb les forces militars que tenien a la seva disposició, els líders austríacs van deliberar fins a mitjan juliol, abans de decidir que farien a Sèrbia un ultimàtum dur el 23 de juliol, i que no atacarien sense una mobilització total del seu exèrcit, que no es podia aconseguir abans del 25 de juliol de 1914.
Poc abans de la resposta sèrbia a l'ultimàtum, Rússia va decidir que intervindria en qualsevol guerra austro-sèrbia i va ordenar una mobilització parcial de les seves forces armades. Encara que els caps militars russos reconeixien que Rússia encara no era prou forta per una guerra generalitzada, Rússia creia que la queixa austríaca contra Sèrbia era un pretext orquestrat per Alemanya i que havia de demostrar la seva força protegint el seu aliat serbi. Aquesta mobilització fou la primera acció militar important efectuada per algun país fora del conflicte inicial entre Àustria-Hongria i Sèrbia; va fer augmentar la voluntat de Sèrbia de desafiar l'amenaça d'un atac austríac i va aixecar totes les alarmes a Alemanya per les masses de tropes russes que s'ajuntaven a prop de la seva frontera. Abans, els militars alemanys havien predit que la mobilització russa seria més lenta que la del seu aliat francès a la frontera de l'altre extrem; per tant, l'estratègia militar d'Alemanya en qualsevol conflicte amb Rússia era atacar per Bèlgica per esquivar les fortificacions franceses i derrotar ràpidament França a l'oest abans de girar-se per enfrontar-se a Rússia a l'est. França era conscient que hauria d'actuar coordinadament amb el seu aliat rus per derrotar el rival alemany i, per tant, va escalar la seva preparació a mesura que augmentaven les tensions a la frontera germano-russa, cosa que encara va alarmar més Alemanya.
Encara que la Gran Bretanya estava alineada amb Rússia i França, també tenia relacions diplomàtiques relativament amistoses amb Alemanya, i molts líders britànics no veien cap mena de motiu per implicar-se en una guerra continental. El Regne Unit va fer contínues ofertes de mediació, utilitzant la resposta sèrbia com a base per la negociació, i Alemanya va fer diferents promeses en un intent d'assegurar la neutralitat britànica. Això no obstant, Gran Bretanya va decidir que tenia l'obligació moral de defensar Bèlgica i els seus aliats formals, convertint-se en l'última nació principal que s'implicava en la crisi de juliol, per entrar formalment al conflicte el 4 d'agost. A principis d'agost, el motiu ostensible per un conflicte armat, la disputa entre Sèrbia i Àustria-Hongria per l'hereu assassinat, ja era només una nota secundària d'una guerra europea generalitzada.

## Assassinat de l'Arxiduc Francesc Ferran per irredemptistes serbis (28 de juny)

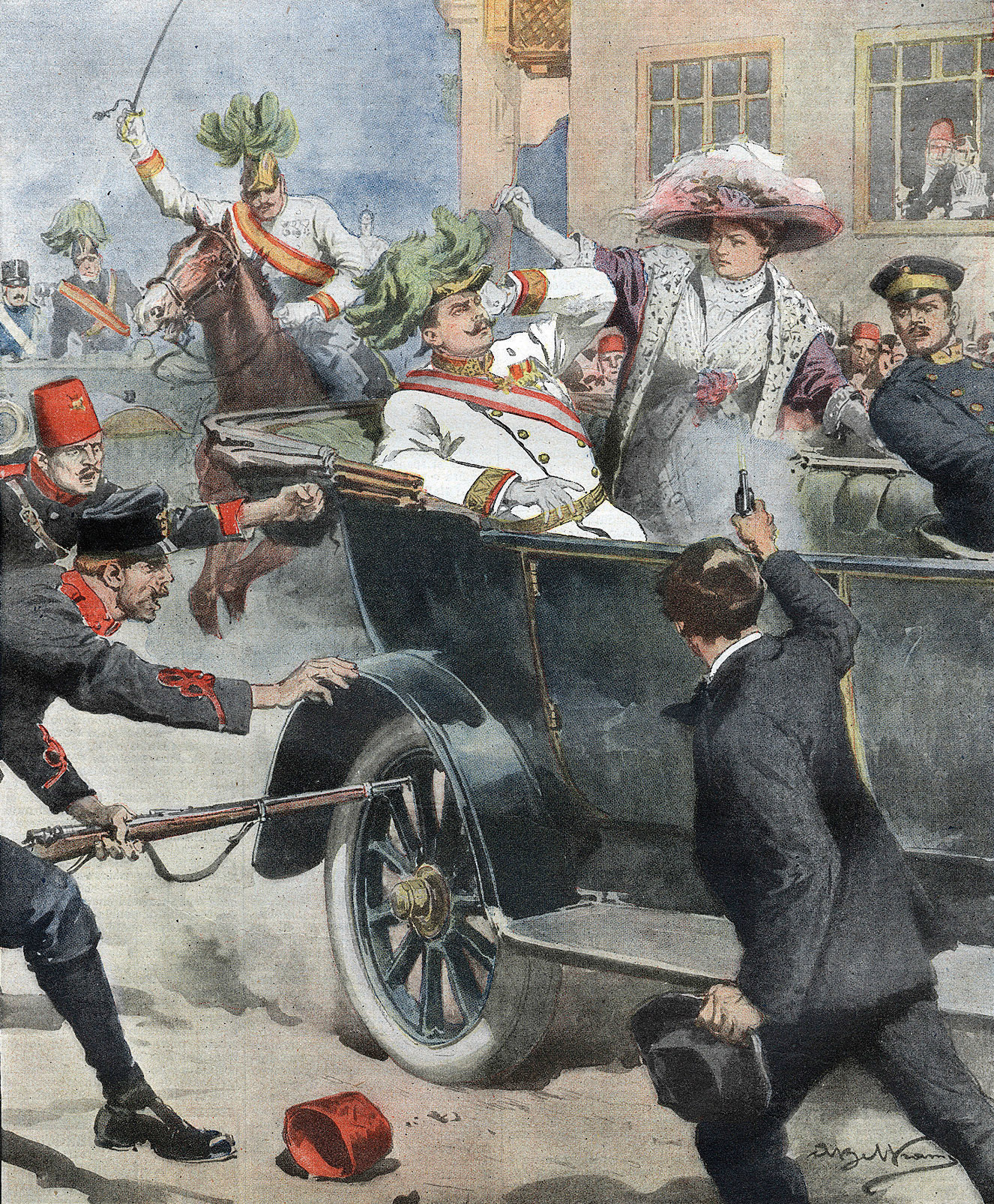
Il·lustració de l'assassinat al diari italià La Domenica del Corriere, 12 de juliol de 1914

Àustria-Hongria s'havia annexionat Bòsnia i Hercegovina el 1908. Sarajevo era la capital de la província. Oskar Potiorek n'era el comandant militar i governador. L'Emperador Francesc Josep va ordenar a l'Arxiduc Francesc Ferran, hereu presumpte del tron austrohongarès, que assistir a uns exercicis militars que s'havien de fer a Bòsnia. Després dels exercicis, el 28 de juny de 1914, Ferran va donar una volta per Sarajevo amb la seva esposa, Sofia. Sis irredemptistes armats, cinc serbis i un bosnià musulmà, coordinats per Danilo Ilić, s'esperaven al llarg de la ruta anunciada de la comitiva.
A les 10:10 del matí, Nedeljko Čabrinović va llençar una granada de mà a la comitiva de Ferran. Més tard, Gavrilo Princip va disparar contra Ferran i Sofia, ferint-los de mort mentre anaven de camí a visitar els ferits a l'hospital. Čabrinović i Princip van prendre cianur, però només els va fer trobar-se malament. Tots dos foren arrestats. Només 45 minuts després dels trets, Princip començava a explicar la seva història als interrogadors. L'endemà, basant-se en els interrogatoris dels dos assassins, Potiorek va telegrafiar a Viena explicant que Princip i Čabrinović havien conspirat a Belgrad amb d'altres per aconseguir bombes, revòlvers i diners per matar Ferran. Un dispositiu policial va detenir ràpidament la majoria dels conspiradors.

### Investigació i acusacions

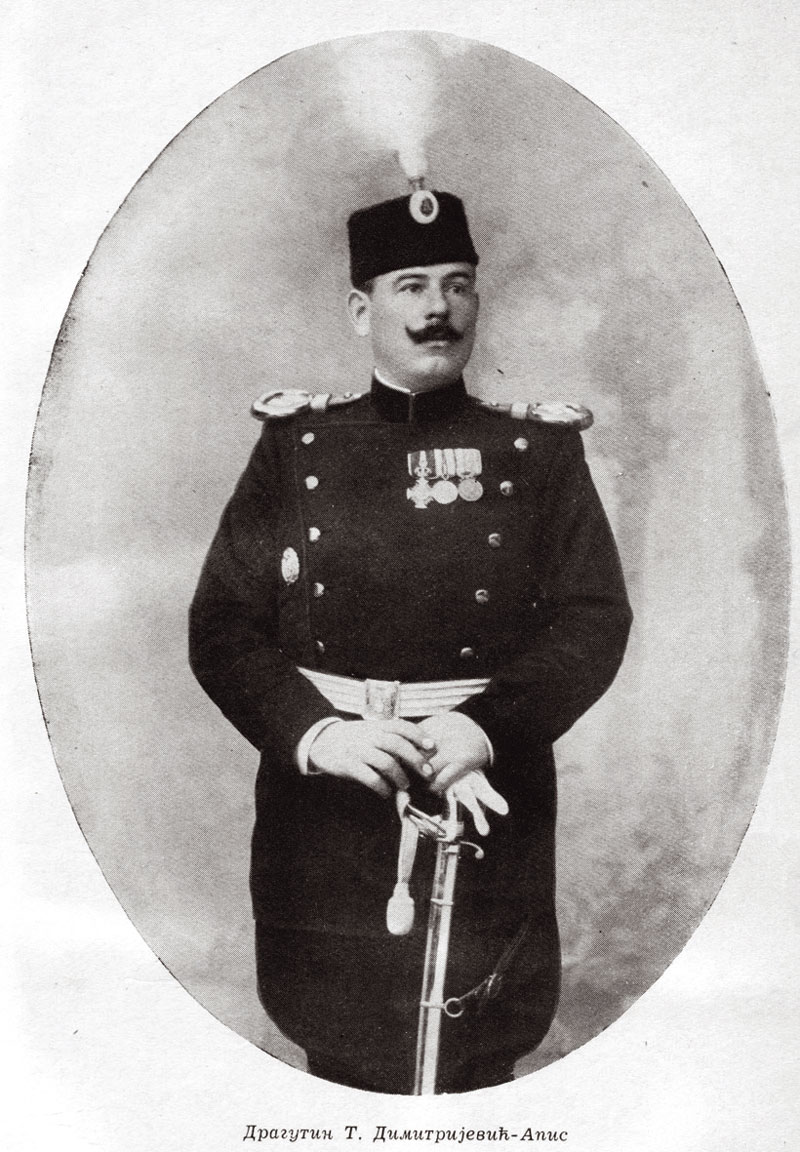
Dragutin Dimitrijević, líder de la Mà Negra i membre destacant de l'Estat Major serbi.

Immediatament després dels assassinats, l'enviat serbi a França Milenko Vesnić i l'enviat serbi a Rússia Miroslav Spalajković van publicar declaracions dient que Sèrbia havia avisat Àustria-Hongria de l'assassinat imminent. Poc després, Sèrbia va negar que hagués avisat i va negar cap coneixement del complot. A 30 de juny, els diplomàtics austrohongaresos i alemanys demanaven investigacions als seus corresponsals serbis i russos, però van ser rebutjades. El 5 de juliol, basant-se en interrogatoris als assassins acusats, el governador Potiorek va telegrafiar a Viena que el major serbi Voja Tankosić havia dirigit els assassins. L'endemà, l'encarregat de negocis austríac, el comte Otto von Czernin proposava al ministre d'Exteriors rus Sergey Sazonov que els instigadors del complot contra Ferran havien de ser investigats dins de Sèrbia, però també fou rebutjat.
Àustria-Hongria va endegar immediatament una investigació criminal. Ilić i cinc dels assassins foren arrestats ràpidament i interrogats per un jutge d'instrucció. Els tres assassins que havien arribat de Sèrbia van explicar gairebé tot el que sabien: el major serbi Vojislav Tankosić els havia donat de forma directa i indirecta sis granades de mà Vasic Model M12, de l'exèrcit serbi (fabricades a l'arsenal reial serbi de Kragujevac), quatre pistoles semiautomàtiques Browning 1910 noves de trinca, formació, diners, pastilles per suïcidar-se, un mapa especial amb la ubicació dels gendarmes marcada, coneixement d'un canal d'infiltració de Sèrbia cap a Sarajevo, i una targeta que autoritzava l'ús d'aquest canal.
Dins de Sèrbia, hi va haver alegria popular per l'assassinat de Francesc Ferran. Com que hi havia eleccions sèrbies previstes pel 14 d'agost, el primer ministre Nikola Pašić no volia arriscar-se a perdre popularitat sotmetent-se a Àustria. Si era veritat que havia avisat els austríacs amb temps del complot contra Francesc Ferran, Pašić probablement es preocupava per les seves possibilitats de sortir elegit, i fins i tot de si la seva vida estava en perill, si se'n filtrava la notícia.
Léon Descos, l'ambaixador francès a Belgrad, va informar l'u de juliol que un partit militar serbi estava implicat en l'assassinat de Francesc Ferran, que Sèrbia no tenia raó, i que l'ambaixador rus Hartwig parlava constantment amb el regent Alexandre per guiar Sèrbia durant aquesta crisi. El "partit militar" era una referència al Cap de la Intel·ligència Militar sèrbia, Dragutin Dimitrijević i els oficials que havia liderat durant l'assassinat dels reis de Sèrbia el 1903. Les seves accions van tenir com a conseqüència la instauració de la dinastia del rei Pere i el regent Alexandre. Sèrbia va demanar la substitució de Descos, i França va enviar Auguste Boppe, més agressiu, que va arribar el 25 de juliol.

## Àustria-Hongria s'acosta cap a la guerra amb Sèrbia (29 de juny – 1 de juliol)

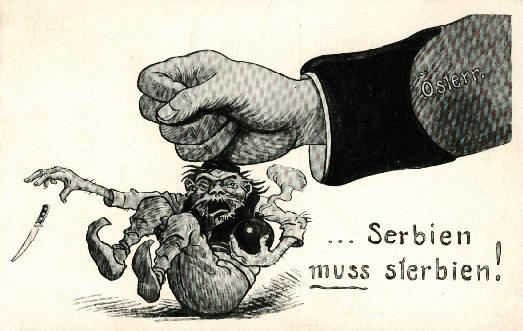
Propaganda austríaca posterior a l'assassinat de l'Arxiduc Francesc Ferran que representa un puny austríac esclafant una caricatura simiesca d'un serbi que té una bomba i deixa anar un ganivet, i afirmant "Sèrbia morir!" Observeu que l'última paraula s'hauria d'escriure correctament com a sterben en alemany estàndard - el propagandista ha fet un joc de paraules escrivint sterbien perquè rimi amb Serbien.

Encara que pocs estaven de dol per Francesc Ferran, molts ministres argumentaven que l'assassinat de l'hereu al tron era una provocació a Àustria que s'havia de venjar. Això era particularment cert en el cas del ministre d'Exteriors, Leopold Berchtold; l'octubre de 1913, el seu ultimàtum a Sèrbia havia fet que es retirés l'ocupació d'Albània del nord, i això li donava confiança que tornaria a funcionar.
Els membres del "Partit de la Guerra", com Conrad von Hötzendorf, el cap d'Estat Major austrohongarès, ho van veure com una oportunitat de destruir la capacitat de Sèrbia d'interferir a Bòsnia. A més, el mateix Arxiduc, que els anys anteriors havia estat una veu a favor de la pau, ja no podia participar en les discussions. L'assassinat es va combinar amb la inestabilitat preexistent dels Balcans per commocionar l'elit austríaca. L'historiador Christopher Clark ha descrit l'assassinat com un "efecte 11 de setembre, un acte terrorista carregat de significat històric, que va transformar la química política a Viena".

### El debat a Viena

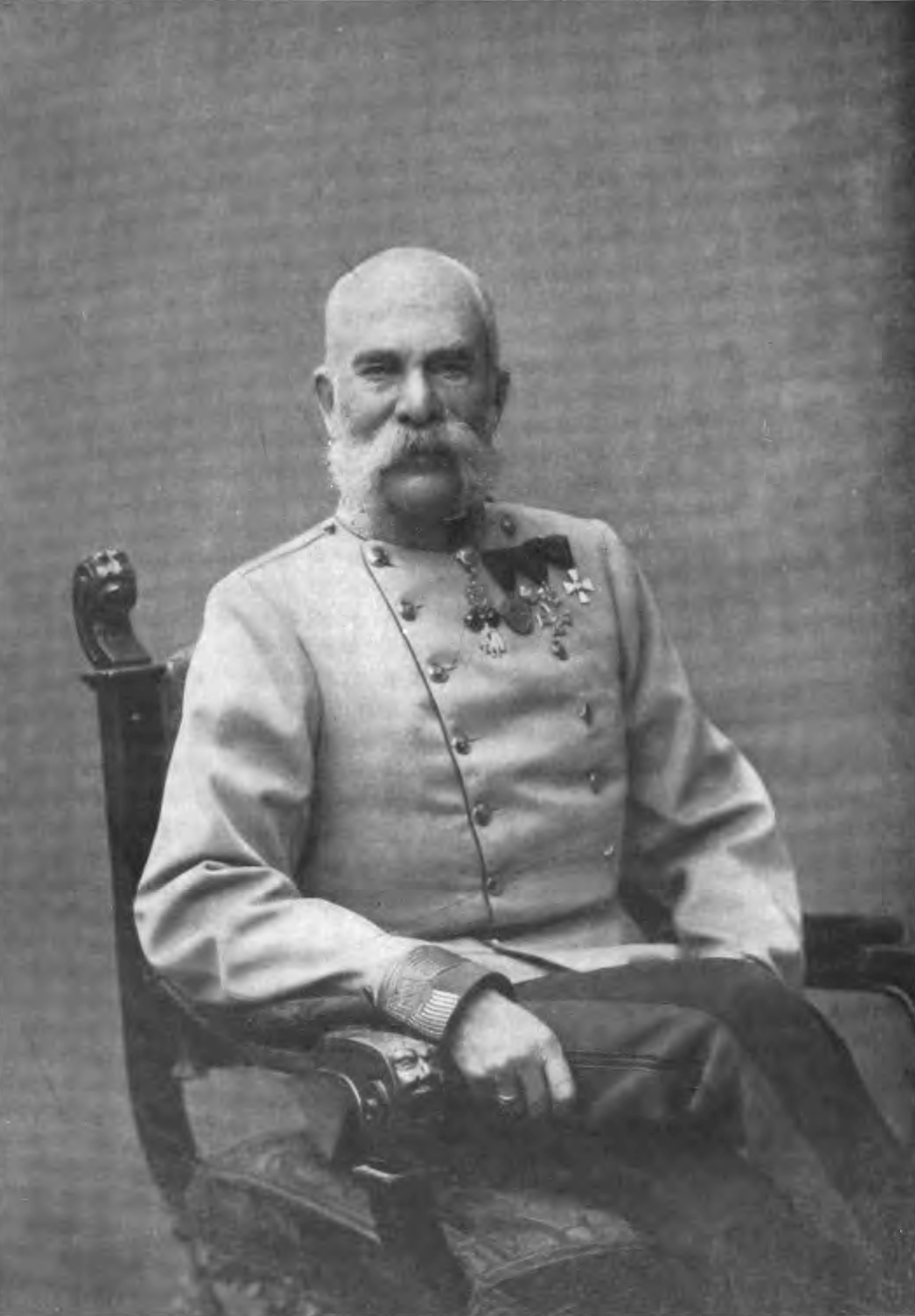
L'Emperador Francesc Josep tenia 84 anys el 1914. Encara que estava afectat per l'assassinat del seu hereu, Francesc Josep va deixar la presa de decisions durant la Crisi de juliol al ministre d'Exteriors Leopold Berchtold, el cap d'estat major de l'exèrcit Franz Conrad von Hötzendorf, i els altres ministres.

Entre el 29 de juny i l'1 de juliol, Berchtold i Conrad van debatre una resposta apropiada als successos de Sarajevo; Conrad volia declarar la guerra a Sèrbia com més aviat millor, afirmant: "Si tens un escurçó verinós al taló, li aixafes el cap, no t'esperes que et mossegui". Defensava la mobilització immediata contra Sèrbia, mentre que Berchtold volia assegurar-se que l'opinió pública estigués preparada abans de fer res. El 30 de juny, Berchtold va suggerir que exigissin a Sèrbia que dissolgués les associacions antiaustríaques i que destituís alguns càrrecs però Conrad continuava defensant l'ús de la força. L'1 de juliol, Berchtold va dir a Conrad que l'Emperador Francesc Josep s'esperaria els resultats de la investigació criminal, que István Tisza, el Primer ministre d'Hongria, s'oposava a la guerra, i que Karl von Stürgkh, Primer ministre d'Àustria, esperava que la investigació criminal donaria una base adequada per l'acció.
A Viena, l'opinió estava dividida; Berchtold ara estava d'acord amb Conrad i donava suport a la guerra, igual que Francesc Josep, encara que insistia que era indispensable primer assegurar el suport alemany, mentre que Tisza s'hi oposava; avisava amb raó que la guerra amb Sèrbia en provocaria una altra amb Rússia i, per tant, una guerra europea generalitzada. El partit proguerra ho veia com un mitjà reaccionari per reforçar la monarquia dels Habsburg, recuperant el vigor i la virilitat d'un passat imaginari, o que s'havia de tractar amb Sèrbia abans no es convertís en massa poderosa per derrotar-la militarment.
Conrad va continuar defensant la guerra però es preocupava per l'actitud que adoptaria Alemanya; Berchtold va contestar-li que tenia previst de preguntar-li a Alemanya quina era la seva posició. Berchtold va utilitzar el seu memoràndum del 14 de juny de 1914, que proposava la destrucció de Sèrbia, com a base per al document que demanaria el suport alemany.

## El "Xec en Blanc" alemany (1 de juliol – 6 de juliol)

### Alts càrrecs alemanys confirmen el seu suport a Àustria

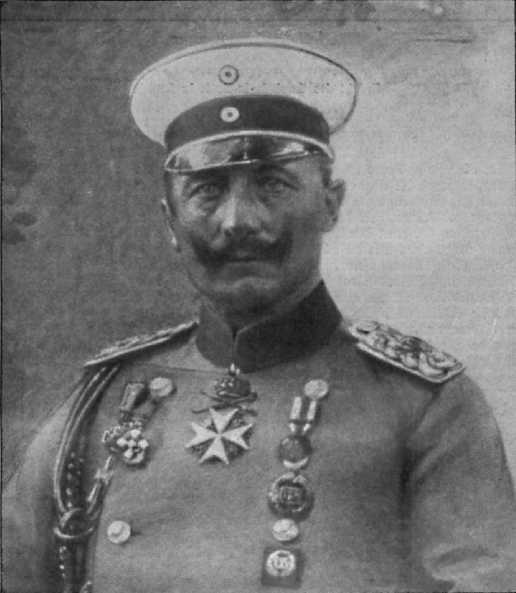
Guillem II d'Alemanya era conegut per la seva personalitat impetuosa, descrita per un acadèmic com a "no li faltava intel·ligència, però sí que anava curt d'estabilitat, disfressant les seves inseguretats profundes amb arrogància i llenguatge dur."

L'1 de juliol, Viktor Naumann, un periodista alemany i amic del secretari d'Exteriors alemany Gottlieb von Jagow, va parlar amb el cap de gabinet de Berchtold, Alexander, comte d'Hoyos. El consell de Naumann fou que era el moment d'anihilar Sèrbia i que es podia esperar que Alemanya estaria al costat del seu aliat. L'endemà, l'ambaixador alemany Heinrich von Tschirschky va parlar amb l'Emperador Francesc Josep i va afirmar que creia que Guillem II donaria suport a una acció decidida i ben pensada per part d'Àustria-Hongria respecte Sèrbia.
El 2 de juliol, l'ambaixador saxó a Berlín va escriure al seu rei que l'exèrcit alemany volia que Àustria ataqués Sèrbia com més ràpid millor, perquè era un bon moment per una guerra generalitzada, ja que Alemanya estava més preparada per la guerra que Rússia i que França. El 3 de juliol, l'agregat militar saxó a Berlín va informar que l'Estat Major alemany "estaria content si la guerra comencés ara".
L'Emperador Guillem II va acabar estant d'acord amb el seu Estat Major i va declarar el 4 de juliol que estava totalment a favor de "passar comptes amb Sèrbia". Va ordenar a l'ambaixador alemany a Vienna, el comte Heinrich von Tschirschky, que deixés d'aconsellar moderació, escrivint que "Tschirschky farà bé de deixar-se d'aquests disbarats. Hem d'acabar amb els serbis, ràpidament. Ara o mai!". Com a resposta, Tschirschky va dir al govern austrohongarès l'endemà que "Alemanya donaria suport a la Monarquia a les verdes i a les madures, amb qualsevol acció que decideixi de prendre contra Sèrbia. Com més aviat colpegés Àustria-Hongria, millor". El 5 de juliol de 1914, el comte Moltke, el cap de l'Estat Major alemany, va escriure que "Àustria ha de guanyar els serbis".

### Hoyos visita Berlín (5-6 de juliol)

Alineaments diplomàtics europeus abans de la guerra. Alemanya i l'Imperi otomà es van aliar després de l'esclat de la guerra.

Per assegurar-se del suport total d'Alemanya, el cap de gabinet del ministeri d'Exteriors austrohongarès, el comte Alexander von Hoyos va visitar Berlín el 5 de juliol. El 24 de juny, Àustria-Hongria havia preparat una carta per al seu aliat descrivint els reptes dels Balcans i com adreçar-los, però Francesc Ferran fou assassinat abans que es pogués entregar. Segons la carta, Romania ja no era un aliat de fiar, especialment a partir de la cimera russo-romanesa del 14 de juny a Constanța. Rússia treballava a favor d'una aliança de Romania, Bulgària, Sèrbia, Grècia, i Montenegro contra Àustria-Hongria, la partició d'Àustria-Hongria, i el moviment de fronteres de l'est cap a l'oest. Per contrarestar aquestes accions, Alemanya i Àustria-Hongria havien de començar aliant-se amb Bulgària i l'Imperi otomà. A aquesta carta se li va afegir una postdata sobre la indignació per Sarajevo i el seu impacte. Finalment, l'Emperador Francesc Josep va afegir-hi una carta pròpia a l'Emperador Guillem II que acabava defensant el final de Sèrbia com a factor de poder polític. Hoyos fou enviat a Alemanya per presentar aquestes cartes. Les cartes es van lliurar a Guillem II el 5 de juliol.
Von Hoyos va donar a l'ambaixador austrohongarès, el comte Ladislaus de Szögyény-Marich, dos documents, un dels quals era un memoràndum de Tisza, que recomanava que Bulgària s'afegís a la Triple Aliança, i una altra carta de Francesc Josep I d'Àustria que afirmava que l'única manera d'evitar la desintegració de la Monarquia Dual era "eliminar Sèrbia" com a estat. La carta de Francesc Josep estava basada en el memoràndum de Berchtold del 14 de juny que demanava la destrucció de Sèrbia. La carta de Francesc Josep afirmava explícitament que la decisió de la guerra contra Sèrbia s'havia pres abans de l'assassinat de l'Arxiduc, i que els esdeveniments de Sarajevo només confirmaven encara més la necessitat d'una guerra contra Sèrbia.
Després de trobar-se amb l'ambaixador austrohongarès a Alemanya Szögyény el 5 de juliol, l'Emperador alemany li va dir que el seu estat podia "comptar amb el suport total d'Alemanya", fins i tot si al darrere venien "greus complicacions europees", i que Àustria-Hongria "havia de posar-se en marxa immediatament" contra Sèrbia. Va afegir que "en qualsevol cas, tal com estan les coses, Rússia no estava gens preparada per la guerra, i certament s'ho pensaria molt bé abans d'agafar les armes". Fins i tot si Rússia actuava en defensa de Sèrbia, Guillem va prometre que Alemanya faria tot el que pogués, guerra inclosa, per ajudar Àustria-Hongria. Guillem va afegir que ho havia de consultar amb el Canceller Theobald von Bethmann-Hollweg, però que estava segur que tindria una opinió similar.
Després de la reunió, Szögyény va informar Viena que a Guillem "li sabria greu si [Àustria-Hongria] deixem passar aquesta oportunitat, que ens és tan favorable, sense utilitzar-la". Aquest anomenat "xec en blanc" de suport alemany incloent la guerra havia de ser el factor determinant de la política austríaca el juliol de 1914.
En una altra reunió celebrada el 5 de juliol, aquesta al palau de Potsdam, el Canceller alemany Theobald von Bethmann-Hollweg, el secretari d'Estat del ministeri d'Exteriors Arthur Zimmermann, el ministre de Guerra Erich von Falkenhayn, el cap del Gabinet Militar imperial alemany Moriz von Lyncker, el general adjunt Hans von Plessen, el capità Hans Zenker de l'Estat Major naval, i l'almirall Eduard von Capelle del Secretariat d'Estat naval van avalar el "xec en blanc" de Guillem com a millor política per Alemanya. El 6 de juliol, Hoyos, Zimmerman, Bethmann Hollweg, i l'ambaixador austrohongarès Szögyény es van reunir i Alemanya va donar el seu compromís de "xec en blanc" de suport ferm a Àustria-Hongria.
El 6 de juliol, Bethmann-Hollweg i Zimmermann van tornar a repetir la promesa del "xec en blanc" de Guillem en una conferència amb Szögyény. Encara que Bethmann Hollweg va afirmar que la decisió de guerra o pau era en mans d'Àustria, aconsellava ferventment que Àustria triés la primera. Aquell mateix dia, el secretari d'Exteriors britànic Sir Edward Grey va rebre l'avís de l'ambaixador alemany a Londres, el príncep Lichnowsky sobre la situació perillosa als Balcans. Grey creia que la cooperació anglogermànica podia resoldre qualsevol disputa entre Àustria i Sèrbia i "creia que s'arribaria a una solució pacífica".
Quan li van preguntar si estava preparat per una guerra contra Rússia i França, Falkenhayn va contestar amb una "breu afirmació". Més endavant, el 17 de juliol, l'encarregat d'intendència de l'exèrcit, el comte Waldersee escrivia a Gottlieb von Jagow, ministre d'Exteriors: "Em puc moure en qüestió de moments. A l'Estat Major estem preparats: no hi ha res més que puguem fer en aquest punt".
Com va dir Guillem mateix en privat, "per no alarmar l'opinió mundial", el Kàiser va marxar en el seu creuer anual pel Mar del Nord. Poc després, l'íntim amic de Guillem Gustav Krupp von Bohlen va escriure que l'Emperador deia que no li tremolaria el pols per declarar la guerra si Rússia es mobilitzava. De la mateixa manera, Berchtold va suggerir que els líders austríacs se n'anessin de vacances "per evitar qualsevol inquietud" sobre el que s'havia decidit.

### Punt de vista alemany
La política d'Alemanya era donar suport a una guerra ràpida per destruir Sèrbia, que suposaria un fait accompli (un fet consumat) de cara al món. Al contrari dels tres casos anteriors de 1912 quan Àustria havia demanat suport diplomàtic alemany per una guerra contra Sèrbia, aquesta vegada hi havia la impressió que sí que existien les condicions polítiques per aquesta guerra. En aquest moment, els militars alemanys creien que la millor manera de començar una guerra generalitzada era un atac austríac contra Sèrbia, mentre que Guillem creia que un conflicte armat entre Àustria-Hongria i Sèrbia seria purament local. La política austríaca es basava en els plans que ja estaven fets d'abans per destruir Sèrbia i implicava no esperar a completar les investigacions judicials per retornar el cop immediatament, i no arriscar la seva credibilitat al llarg de les següents setmanes, a mesura que anés quedant clar que Àustria no reaccionava a l'assassinat. D'igual manera, Alemanya volia fer l'efecte que ignorava les intencions austríaques.
La idea era que Àustria-Hongria era l'únic aliat d'Alemanya; si no recuperava el seu prestigi, la seva posició als Balcans quedaria deteriorada irreparablement, encoratjant encara més irredemptisme a Sèrbia i Romania. Una guerra ràpida contra Sèrbia no tan sols l'eliminaria, sinó que probablement conduiria a més guanys diplomàtics respecte a Bulgària i Romania. Una derrota sèrbia també seria una derrota per a Rússia i en reduiria la influència als Balcans.
Els beneficis eren clars, però hi havia riscos, en concret que Rússia intervingués i això conduís a una guerra continental. Tanmateix, això es creia que encara era més improbable perquè els russos encara no havien enllestit el seu programa de rearmament finançat pels francesos, que estava previst de completar-se el 1917. A més, no creien que Rússia, com a monarquia absoluta, donaria suport a regicides, i de forma més general "el sentiment a tot Europa era tan antiserbi que ni tan sols Rússia hi intervindria". Els factors personals també van tenir-hi un pes notable: el Kàiser alemany era íntim de Francesc Ferran i havia quedat afectat per la seva mort, fins al punt que els consells de moderació respecte a Sèrbia de 1913 van canviar a una posició agressiva.
D'altra banda, els militars creien que si Rússia intervenia, era clar que Sant Petersburg volia clarament la guerra i ara seria un millor moment per lluitar, quan Alemanya tenia un aliat garantit a Àustria-Hongria, Rússia no estava preparada i Europa els era favorable. Fet i fet, en aquest punt de la crisi, els alemanys preveien que el seu suport faria que la guerra fos un afer local entre Àustria-Hongria i Sèrbia. Això seria especialment cert si Àustria es movia ràpidament, "mentre les altres potències europees encara estaven fastiguejades pels assassinats i, per tant, era probable que fossin comprensives amb qualsevol acció que emprengués Àustria-Hongria".

## Àustria-Hongria considera un ultimàtum

Mapa dels grups ètnics d'Àustria-Hongria el 1910. Els líders austríacs creien que l'irredemptisme dels croats i serbis, ajudats pels seus homòlegs de Sèrbia, era una amenaça existencial per a l'Imperi.

El 7 de juliol, el Consell de Ministres Conjunt va debatre el que havia de fer Àustria-Hongria. Els "falcons" del Consell consideraven fer un atac sorpresa contra Sèrbia. El comte Tisza va convèncer el Consell que s'havien de fer exigències a Sèrbia abans de la mobilització perquè hi hagués una "base jurídica per una declaració de guerra".
Samuel R. Williamson, Jr. remarca el paper d'Àustria-Hongria en començar la guerra. Convençuts que el nacionalisme serbi i les ambicions balcàniques de Rússia estaven desintegrant l'Imperi, els austrohongaresos esperaven que una guerra limitada contra Sèrbia i un fort suport alemany forçarien Rússia a quedar-se fora de la guerra i debilitarien el seu prestigi als Balcans.
En aquest punt de la crisi, la possibilitat que Rússia oferís un suport sòlid a Sèrbia, i els riscos que se'n derivaven, no es va tenir mai en compte. Els austríacs continuaven concentrats en Sèrbia, però no precisaven quins serien els seus objectius, a part de la guerra en si.
Això no obstant, havent decidit la guerra amb suport alemany, a l'hora d'actuar en públic Àustria va anar a poc a poc, i no va lliurar l'ultimàtum fins al 23 de juliol, més de tres setmanes després dels assassinats del 28 de juny. Així, Àustria va perdre la comprensió pels successos de Sarajevo, i va fer l'efecte a les potències de l'Entente que Àustria només utilitzava els assassinats com a pretext per l'agressió.
El Consell va acordar de fer exigències estrictes a Sèrbia, però no es posava d'acord fins a quin punt havien de ser-ho. Excepte el comte Tisza, el Consell tenia la intenció de fer exigències tan dures que seria probable que les rebutgessin. Tisza defensava exigències que fossin estrictes però que no semblessin impossibles de complir. El 8 de juliol li van enviar les dues opinions a l'Emperador. L'opinió de l'Emperador va ser que les diferències entre els dos bàndols es podien conciliar. Es va fer un esborrany del primer conjunt d'exigències durant la reunió del Consell. Durant els següents dies, les exigències es van anar reforçant, possiblement amb ajuda del Ministeri d'Exteriors alemany, per assegurar-se que hi acabaria havent guerra, i es van blindar i fer més difícils d'acceptar per Sèrbia.
El 7 de juliol, quan va tornar a Viena, el comte Hoyos va informar el Consell de la Corona austrohongaresa que Àustria tenia el suport total d'Alemanya encara que "les mesures contra Sèrbia provoquessin una gran guerra". Al Consell de la Corona, Berchtold va reclamar amb urgència que es comencés una guerra contra Sèrbia tan aviat com fos possible.

### Només Tisza s'oposa a la guerra amb Sèrbia
En aquella reunió del Consell de la Corona, tots els participants eren completament a favor de la guerra, excepte el primer ministre hongarès István Tisza. Tisza avisava que qualsevol atac contra Sèrbia "provocaria, fins al que es pot preveure humanament, una intervenció de Rússia i, per tant, una guerra mundial". La resta dels participants debatien sobre si Àustria havia de llançar un atac directament, o enviar un ultimàtum a Sèrbia amb exigències tan estrictes que fessin segur que es rebutgés. El primer ministre austríac Stürgkh va dir a Tisza que si Àustria no començava una guerra, la seva "política de dubte i feblesa" faria que Alemanya abandonés l'aliança amb Àustria-Hongria. Tots els presents, excepte Tisza, van acabar acordant que Àustria-Hongria havia de presentar un ultimàtum dissenyat per ser rebutjat.
A partir del 7 de juliol, l'ambaixador alemany a Àustria-Hongria, Heinrich von Tschirschky, i el ministre d'Exteriors austrohongarès Berchtold es reunien gairebé cada dia per coordinar l'acció diplomàtica per justificar una guerra contra Sèrbia. El 8 de juliol, Tschirschky presentava a Berchtold un missatge de Guillem que "declarava amb el màxim èmfasi que Berlín esperava que la Monarquia actués contra Sèrbia, i que Alemanya no ho entendria, si ... es deixava passar aquesta oportunitat ... sense donar un cop". A la mateixa reunió, Tschirschky va dir a Berchtold, "si nosaltres [Àustria-Hongria] negociem o regategem amb Sèrbia, Alemanya ho interpretaria com una confessió de debilitat, cosa que hauria de tenir algun efecte en la nostra posició a la Triple Aliança i en la política futura d'Alemanya". El 7 de juliol, Bethmann Hollweg va dir al seu ajudant i amic íntim Kurt Riezler que "una acció contra Sèrbia pot provocar una guerra mundial". Bethmann Hollweg creia que aquest "salt en el buit" estava justificat per la situació internacional. Bethmann Hollweg va dir a Riezler que Alemanya estava "totalment paralitzada" i que el "futur és de Rússia que creix i creix, i cada vegada és més un malson per a nosaltres". Riezler va escriure al seu diari que Bethmann Hollweg presentava un "quadre devastador" amb Rússia construint ferrocarrils al tsarat de Polònia que permetrien a Rússia mobilitzar-se més ràpid quan acabessin el seu Gran Programa Militar el 1917, i que una guerra austro-sèrbia probablement provocaria una guerra mundial, "que comportaria un daltabaix de l'ordre existent", però com que "l'ordre existent no tenia vida ni idees", una guerra així només podia ser benvinguda com a benedicció per Alemanya. Les pors de Bethmann Hollweg sobre Rússia li van fer creure que les converses navals anglo-russes de maig de 1914 eren el principi d'una política d'"acorralament" contra Alemanya que només es podia trencar amb una guerra. Després que s'haguessin fet converses navals anglo-franceses, els russos havien demanat de fer el mateix, però les converses anglo-russes no havien conclòs res.
El 8 de juliol, Tisza va tornar a dir en una reunió del Consell de la Corona que qualsevol atac contra Sèrbia provocaria segur una "intervenció de Rússia i, per tant, guerra mundial". El mateix dia, el diari de Kurt Riezler explica que el seu amic Bethmann Hollweg diu: "Si la guerra ve de l'est, de manera que nosaltres anem en ajuda d'Àustria-Hongria en comptes que sigui al revés, llavors tenim possibilitats de guanyar-la. Si no ve la guerra, si el tsar no la vol o França es tira enrere, aconsella la pau, llavors encara tenim una possibilitat de maniobra perquè l'Entente no intervingui en aquesta acció."
El 9 de juliol, Berchtold va anunciar a l'Emperador que presentaria a Belgrad un ultimàtum amb exigències que estaven dissenyades per ser rebutjades. Això asseguraria una guerra sense el "rebuig d'atacar Sèrbia sense avís, posant-los en el cantó dolent", i asseguraria que Anglaterra i Romania es mantindrien neutrals. El 10 de juliol, Berchtold va dir a Tschirschky que presentaria a Sèrbia un ultimàtum amb "exigències inacceptables" com a millor manera per provocar la guerra, però que es prendria una "cura màxima" en com es presentaven aquestes "exigències inacceptables". En resposta, Guillem va escriure amb to enfadat als marges del despatx de Tschirschky "Han tingut prou temps per fer això!"

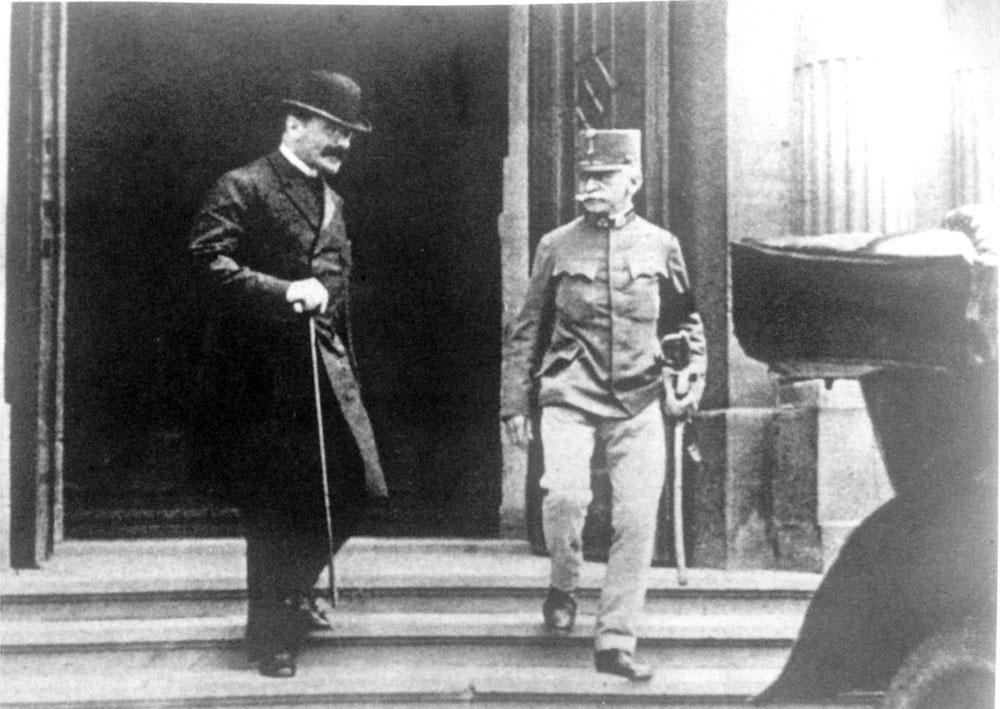
el Primer Ministre hongarès Tisza i el cap de l'Estat Major de l'exèrcit Hötzendorf a Viena, 15 de juliol de 1914

Va caldre la setmana del 7 al 14 de juliol per convèncer Tisza de donar suport a la guerra. el 9 de juliol, el secretari d'exteriors britànic, Sir Edward Grey, va dir al príncep Lichnowsky, l'ambaixador alemany a Londres que "no veia cap motiu per veure la situació de forma pessimista". Malgrat l'oposició de Tisza, Berchtold havia ordenat als seus alts funcionaris que comencessin a escriure l'esborrany d'un ultimàtum a Sèrbia el 10 de juliol. L'ambaixador alemany informava que "el comte Berchtold semblava esperar que Sèrbia no compliria les exigències austrohongareses, perquè una victòria només diplomàtica tornaria a desmoralitzar el país". El comte Hoyos va dir a un diplomàtic alemany "que les exigències eren ben bé de tal manera que cap nació que tingués encara autoestima i dignitat les podria acceptar de cap manera".
L'11 de juliol, Tschirschky va informar Jagow que "havia aprofitat l'ocasió per discutir amb Berchtold quina acció s'havia de prendre contra Sèrbia, sobretot per assegurar-li un altre cop al ministre amb tot èmfasi que calia una acció ràpida". El mateix dia, el ministeri d'Exteriors alemany volia saber si havien d'enviar un telegrama de felicitació al rei Pere de Sèrbia pel seu aniversari. Guillem va dir que no fer-ho atrauria l'atenció. El 12 de juliol, Szögyény informava des de Berlín que tothom del govern alemany volia que Àustria-Hongria declarés la guerra a Sèrbia immediatament, i estaven cansats de la indecisió austríaca en triar guerra o pau.
El 12 de juliol, Berchtold va ensenyar a Tschirschky el contingut del seu ultimàtum amb les "exigències inacceptables", i va prometre que el presentaria als serbis quan s'hagués acabat la cimera franco-russa entre el president Poincaré i Nicolau II. Guillem va escriure als marges del despatx de Tschirschky "Quina llàstima!" que l'ultimàtum es presentés tan tard del juliol. El 14 de juliol, Tisza va acordar de donar suport a la guerra per por que una política de pau provoqués la renúncia d'Alemanya a la Doble Aliança de 1879. Aquell dia, Tschirschky va informar a Berlín que Àustria-Hongria presentaria un ultimàtum que "gairebé segur que seria rebutjat i tindria com a resultat la guerra". Aquell mateix dia, Jagow va enviar instruccions al príncep Lichnowsky, l'ambaixador alemany a Londres, declarant que Alemanya havia decidit de fer tot el que havia pogut per provocar una guerra austro-sèrbia, però que Alemanya havia d'evitar la impressió "que estàvem empenyent Àustria a la guerra".
Jagow va descriure una guerra contra Sèrbia com l'última oportunitat d'Àustria-Hongria per la "rehabilitació política". Afirmava que no volia sota cap circumstància una solució pacífica, i que encara que no volia una guerra preventiva, no s'aturaria si venia aquesta guerra perquè Alemanya hi estava preparada, i Rússia "fonamentalment no".. Com que Rússia i Alemanya estaven destinades a lluitar entre elles, Jagow creia que ara era el millor moment per la guerra inevitable, perquè: "en pocs anys, Rússia ... estarà preparada. Llavors ens esclafarà en terra per superioritat numèrica, i tindrà preparades la seva flota del Bàltic i els ferrocarrils estratègics. Mentrestant, el nostre grup s'està debilitant".
La creença de Jagow que l'estiu de 1914 era el millor moment perquè Alemanya anés a la guerra era àmpliament compartida dins del govern alemany. Molts dirigents alemanys creien que la "raça teutònica" i la "raça eslava" estaven destinades a lluitar entre elles en una terrible "guerra racial" per la dominació d'Europa, i que ara era el millor moment perquè vingués aquesta guerra. El cap de l'Estat Major alemany Moltke, va dir al comte Lerchenfeld, el ministre bavarès a Berlín, que "un moment tan favorable des del punt de vista militar podria no donar-se mai més". Moltke argumentava que gràcies a la suposada superioritat de l'armament i la instrucció alemanys, combinades amb el canvi recent a l'exèrcit francès d'un servei de dos anys a tres, Alemanya podia guanyar fàcilment a França i a Rússia el 1914.
El 13 de juliol, els investigadors austríacs de l'assassinat de Francesc Ferran van informar Berchtold que hi havia poques proves que el govern serbi hagués instigat els assassinats. Aquest informe va deprimir Berchtold perquè volia dir que hi havia poques proves que donessin cos al seu pretext de la implicació del govern serbi en l'assassinat de Francesc Ferran.

### L'exèrcit austríac decideix que no pot anar a la guerra abans del 25 de juliol

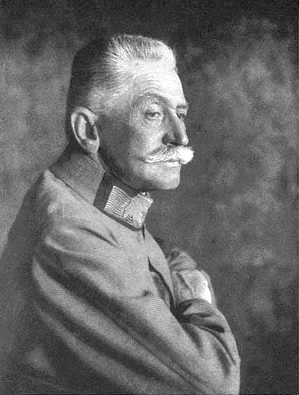
El comte Franz Conrad von Hötzendorf, cap de l'Estat Major general de l'exèrcit austríac entre 1906 i 1917, va determinar que Àustria no podia declarar la guerra abans del 25 de juliol.

El 14 de juliol, els austríacs van assegurar als alemanys que l'ultimàtum que s'havia de lliurar a Sèrbia "s'està preparant de manera que la possibilitat que s'accepti és pràcticament exclosa". Aquell mateix dia, Conrad, el cap de l'Estat Major de l'exèrcit austrohongarès, va dir a Berchtold que, degut al seu desig de fer la collita d'estiu, el més d'hora que Àustria podia declarar la guerra era el 25 de juliol. Alhora, la visita del president i primer ministre francès a Sant Petersburg volia dir que no convenia presentar l'ultimàtum fins que no s'hagués acabat la visita. L'ultimàtum, anomenat oficialment démarche, no es lliuraria fins al 23 de juliol amb data de caducitat del 25.
El 16 de juliol, Bethmann Hollweg va dir a Siegfried von Roedern, el secretari d'Estat per Alsàcia-Lorena, que no li importava gens ni mica Sèrbia, ni la seva complicitat en l'assassinat de Francesc Ferran. L'únic que importava era que Àustria ataqués Sèrbia aquell estiu, per aconseguir una situació de guany segur per Alemanya. Si la visió de Bethmann Hollweg era correcta, una guerra austro-sèrbia provocaria o bé una guerra generalitzada (que Bethmann Hollweg creia que Alemanya guanyaria) o faria que la Triple Entesa es trenqués. Aquell mateix dia, l'ambaixador rus a Àustria-Hongria va suggerir a Sant Petersburg que Rússia hauria d'informar Àustria-Hongria de la seva opinió negativa sobre les exigències austríaques.
L'ambaixador austríac a Sant Petersburg va mentir al ministre d'Exteriors rus, Sergey Sazonov, dient que Àustria no estava preparant cap mesura que pogués provocar una guerra als Balcans i, per tant, Rússia no va fer cap queixa.
El 17 de juliol, Berchtold es va queixar al príncep Stolberg de l'ambaixada alemanya que, encara que creia que el seu ultimàtum probablement es rebutjaria, encara estava preocupat que fos possible que els serbis l'acceptessin, i volia més temps per modificar el to del document. Stolberg va informar Berlín que li havia dit a Berchtold que una manca d'acció per part d'Àustria la faria semblar dèbil. El 18 de juliol, per tranquil·litzar Stolberg, el comte Hoyos li va prometre que les exigències de l'esborrany de l'ultimàtum "eren realment de tal naturalesa que cap nació que encara posseeixi autoestima i dignitat les podria acceptar de cap manera". El mateix dia, en resposta als rumors sobre un ultimàtum austríac, el primer ministre serbi Pašić va declarar que no acceptaria cap mesura que comprometés la sobirania sèrbia.
El 18 de juliol, Hans Schoen, un diplomàtic bavarès a Berlín, va dir al primer ministre bavarès, el comte Georg von Hertling que Àustria només feia veure "que tenia inclinacions pacífiques". Comentant l'esborrany de l'ultimàtum que li havien ensenyat diplomàtics alemanys, Schoen va comentar que Sèrbia no podria acceptar les exigències i, per tant, el resultat seria la guerra.
Zimmermann va dir a Schoen que un moviment potent i exitós contra Sèrbia salvaria Àustria-Hongria de la desintegració inerna, i que per això Alemanya els havia donat "un poder en blanc d'autoritat plena, fins i tot amb el risc d'una guerra amb Rússia".

### Àustria enllesteix l'ultimàtum (19 de juliol)
El 19 de juliol, el Consell de la Corona a Viena va decidir el text de l'ultimàtum que s'havia de presentar a Sèrbia el dia 23. L'abast de la influència alemanya fou evident quan Jagow va ordenar a Berchtold que endarrerís l'ultimàtum durant una hora per assegurar-se que el president i el primer ministre francesos fossin al mar després de la cimera de Sant Petersburg. El primer esborrany s'havia ensenyat a l'ambaixada alemanya de Viena el 12 de juliol i el text final es va avançar a l'ambaixada alemanya el dia 22.
A causa del retard d'Àustria en redactar l'ultimàtum, el factor sorpresa en què Alemanya havia comptat en la guerra contra Sèrbia es va perdre. A canvi, es va adoptar l'estratègia de "localització", que volia dir que quan comencés la guerra austro-sèrbia, Alemanya pressionaria les altres potències perquè no s'hi impliquessin fins i tot amb risc de guerra. El 19 de juliol, Jagow va publicar una nota a la Gazeta del Nord d'Alemanya, semioficial, que avisava les altres potències que "la resolució de les diferències que puguin aparèixer entre Àustria-Hongria i Sèrbia haurien de restar localitzades". Quan Jules Cambon, l'ambaixador francès a Alemanya, com coneixia el contingut de l'ultimàtum austríac, tal com havia revelat a l'article de la Gazeta, Gottlieb von Jagow va fer veure que no el coneixia. Sir Horace Rumbold, de l'ambaixada britànica a Berlín va informar que era probable que Àustria estigués actuant amb l'assegurança d'Alemanya.
Encara que l'engany de Jagow no es va creure gaire, en aquell moment encara es pensava que Alemanya volia la pau, i podia contenir Àustria. El general Helmuth von Moltke de l'Estat Major alemany tornava a aprovar la idea que un atac austríac contra Sèrbia era la millor manera de provocar la desitjada guerra mundial.
El 20 de juliol, el govern alemany va informar els directors de les navilieres Norddeutscher Lloyd i Hamburg America Line que Àustria presentaria aviat un ultimàtum que podria provocar una guerra europea generalitzada, i que haurien de començar a retirar els seus vaixells d'aigües estrangeres i fer-les tornar immediatament cap al Reich. El mateix dia, la Marina alemanya va rebre ordres per concentrar la flota d'alta mar, en cas de guerra generalitzada. El diari de Riezler explica que Bethmann Hollweg deia el 20 de juliol que Rússia amb les seves "exigències creixents i el seu terrible poder dinàmic seria impossible de repel·lir en pocs anys, sobretot si continua existint la constel·lació europea actual". Riezler acabava el seu diari notant que veia Bethmann Hollweg "determinat i taciturn", i citava el seu antic ministre d'Exteriors Kiderlen-Waechter que "sempre havia dit que hem de lluitar".
El 21 de juliol, el govern alemany va dir a Jules Cambon, l'ambaixador francès a Berlín, i a Bronewski, l'encarregat d'afers rus, que el Reich alemany no tenia coneixement de quina era la política austríaca envers Sèrbia. En privat, Zimmermann va escriure que el govern alemany "estaven tots d'acord que Àustria havia d'aprofitar el moment favorable, fins i tot havent-hi risc de més complicacions", però que dubtava "si Viena tindria l'aplom per actuar". Zimmermann acabava la seva nota dient que "entenia que a Viena, tímida i indecisa com sempre, gairebé li sabia greu" que Alemanya li hagués donat el "xec en blanc" del 5 de juliol de 1914, en comptes d'aconsellar moderació amb Sèrbia. El mateix Conrad pressionava la Monarquia Dual perquè es donés "pressa" per començar la guerra, per evitar que Sèrbia "s'ensumés alguna cosa i oferís voluntàriament una compensació, potser sota pressió de França i Rússia". El 22 de juliol, Alemanya va refusar una petició austríaca perquè el ministre alemany de Belgrad presentés l'ultimàtum a Sèrbia perquè, com havia dit Jagow, semblaria massa "com si estiguéssim empenyent Àustria a fer la guerra".
El 23 de juliol, tots els caps militars i polítics alemanys se'n van anar de vacances fent-ne ostentació. El comte Schoen, l'encarregat d'afers bavarès a Berlín va informar a Múnic que Alemanya es faria la sorpresa per l'ultimàtum austríac. Tanmateix, el 19 de juliol—quatre dies abans de la presentació de l'ultimàtum—Jagow va demanar a tots els ambaixadors alemanys (excepte el d'Àustria-Hongria) que fessin córrer el suport per l'acció austríaca contra Sèrbia. Jagow va adonar-se que aquesta declaració era incompatible amb les seves pretensions d'ignorància, i això va fer que enviés ràpidament un segon despatx declarant la seva ignorància total sobre l'ultimàtum austríac, però amenaçant amb "conseqüències incalculables" si qualsevol potència provava d'aturar l'atac d'Àustria-Hongria a Sèrbia si es rebutjava l'ultimàtum.
Quan Pourtalès, l'ambaixador alemany a Sant Petersburg, va informar que el ministre d'Exteriors rus Sergey Sazonov avisava que Alemanya "se les hauria de tenir amb Europa" si donava suport a un atac austríac contra Sèrbia, Guillem a escriure al marge del despatx de Pourtalès "No! Rússia, sí!" Donant suport a una guerra austríaca contra Sèrbia, els líders alemanys coneixien els riscos d'una guerra generalitzada. Com va observar l'historiador Fritz Fischer, això es podia demostrar per la petició de Jagow de conèixer l'itinerari sencer del creuer pel Mar del Nord de Guillem abans de la presentació de l'ultimàtum.
El 22 de juliol, abans del lliurament de l'ultimàtum, el govern austríac va demanar que el govern alemany lliurés la declaració de guerra austríaca quan caduqués l'ultimàtum, el 25 de juliol. Jagow va negar-s'hi, afirmant: "la nostra posició ha de ser que la baralla amb Sèrbia és un afer intern austrohongarès." El 23 de juliol, el ministre austríac a Belgrad, el baró Giesl von Gieslingen, va presentar l'ultimàtum al govern serbi. Al mateix temps, i tenint fortes expectatives del rebuig serbi, l'exèrcit austríac va començar a preparar-se per les hostilitats.

## França dona suport a Rússia (20–23 de juliol)

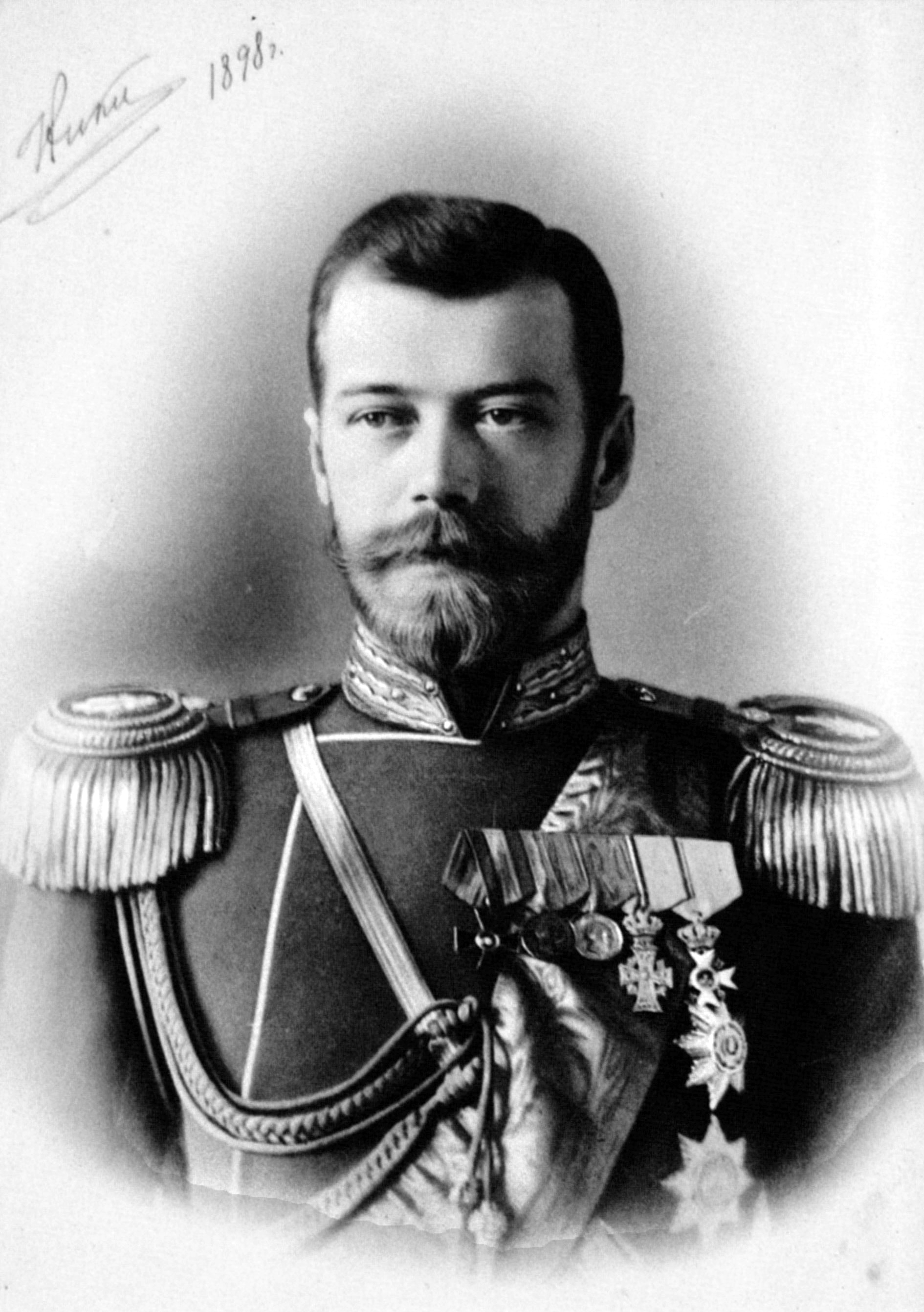
El tsar Nicolau II de Rússia

El president francès Raymond Poincaré i el primer ministre René Viviani van marxar cap a Sant Petersburg el 15 de juliol, van arribar-hi el dia 20, i en van marxar el 23 de juliol.
Els francesos i els russos van acordar que la seva aliança comprenia el suport de Sèrbia contra Àustria, confirmant la política ja establerta en l'escenari dels Balcans. Com fa notar Christopher Clark "Poincaré havia vingut a predicar l'evangeli de la fermesa i les seves paraules havien caigut en orelles ben disposades. La fermesa, en aquest context, volia dir una oposició intransigent a qualsevol mesura austríaca contra Sèrbia. En cap moment, les fonts suggereixen que Poincaré o els seus interlocutors russos pensessin quines mesures podria prendre Àustria-Hongria legítimament contra Sèrbia després dels assassinats". El lliurament de l'ultimàtum austríac es va fer coincidir amb la sortida de la delegació francesa de Rússia el 23 de juliol. Les reunions tenien com a motiu central la crisi que s'estava gestant al centre d'Europa.
El 21 de juliol, el ministre d'Exteriors rus va avisar l'ambaixador alemany a Rússia que "Rússia no podria tolerar que Àustria-Hongria utilitzés un llenguatge amenaçador contra Sèrbia ni que prengués mesures militars". Els líders de Berlín no van tenir en compte aquesta amenaça de guerra. El ministre d'Exteriors alemany Gottlieb von Jagow va apuntar "segur que hi haurà alguna mica de fanfarronades a Sant Petersburg". El canceller alemany Theobald von Bethmann-Hollweg va dir al seu ajudant que el Regne Unit i França no s'adonaven que Alemanya aniria a la guerra si Rússia es mobilitzava. Creia que Londres veia una "catxa" alemanya i estava responent amb una "contracatxa". El politòleg James Fearon argumenta a partir d'aquest episodi que els alemanys creien que Rússia donava més suport verbal a Sèrbia del que realment acabarien donant, per pressionar Alemanya i Àustria-Hongria perquè acceptessin algunes exigències russes en la negociació. Mentrestant, Berlín minimitzava el seu suport per Viena (que de fet era absolut) per no semblar l'agressor, perquè això alienaria els socialistes alemanys.

## Ultimàtum austrohongarès (23 de juliol)

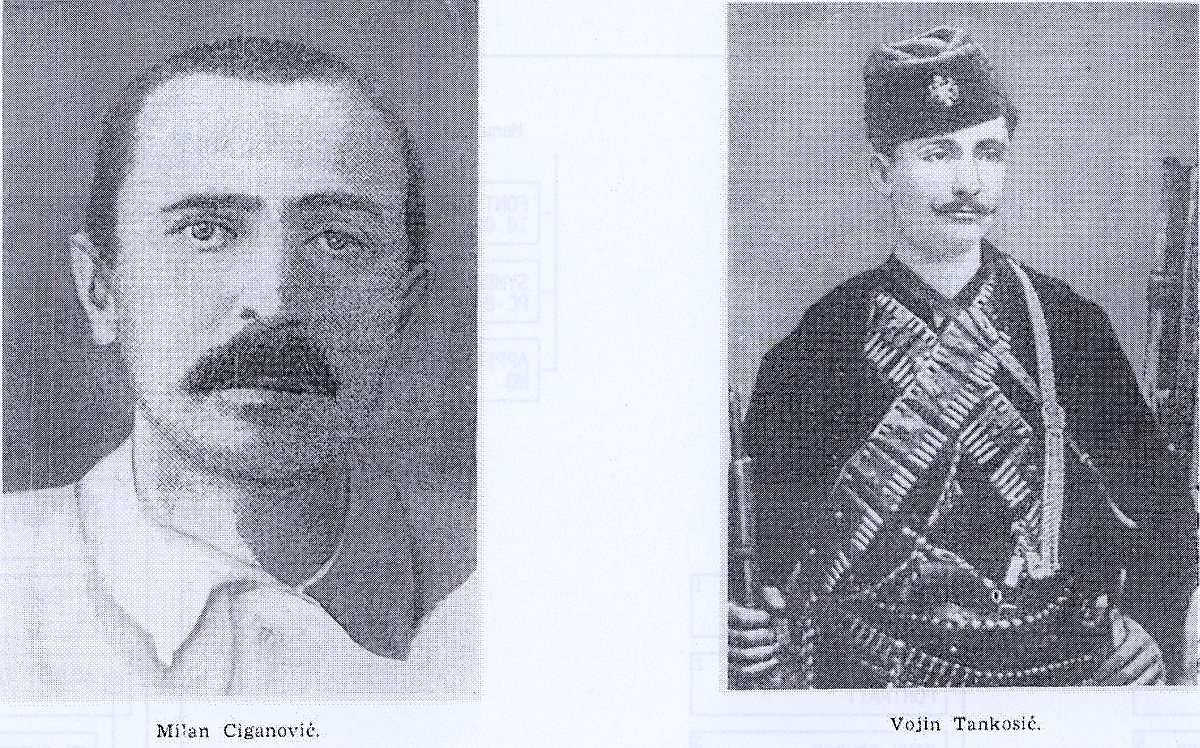
Ciganović i Tankosić, punt 7 de l'ultimàtum.

L'ultimàtum austrohongarès exigia que Sèrbia condemnés formalment i públicament la "perillosa propaganda" contra Àustria-Hongria, l'objectiu final de la qual, deia, és "separar de la Monarquia territoris que li pertanyen". A més, Belgrad havia de "suprimir per tots els mitjans aquesta propaganda criminal i terrorista". Li van donar 48 hores a Sèrbia per obeir.
A més, Sèrbia havia de comprometre a:
1. suprimir publicacions que incitessin a l'odi i el menyspreu contra la Monarquia austríaca;
2. dissoldre Narodna Odbrana (Defensa Nacional) i societats similars, confiscar els seus mitjans de propaganda, i evitar que es tornessin a formar amb noms nous;
3. eliminar de l'educació pública de Sèrbia, tant en el que es referia al professorat com als mitjans d'instrucció, tot el que servís o pogués servir per fomentar la propaganda en contra d'Àustria-Hongria;
4. retirar del servei militar i de l'administració en general tots els oficials culpables de propaganda en contra d'Àustria-Hongria, els noms dels quals Àustria-Hongria es reservava el dret de proporcionar; (Sèrbia va accedir a retirar els oficials dels quals es provés la culpabilitat en un judici. Atès que la propaganda no era un crim, no quedava clar com es podia retirar cap oficial).
5. acceptar la col·laboració en territori serbi d'òrgans del govern austrohongarès en la supressió del moviment subversiu dirigit contra la integritat territorial de la monarquia;
6. començar una investigació judicial contra els còmplices de la trama del 28 de juny que estiguin en territori serbi, amb la participació d'òrgans delegats pel govern austrohongarès.
7. arrestar immediatament el Major Vojislav Tankosić i Milan Ciganović que estaven implicats per la investigació preliminar duta a terme per Àustria-Hongria;
8. evitar amb mesures efectives la cooperació de les autoritats sèrbies en el tràfec il·lícit d'armes i explosius a través de les seves fronteres, i destituir i castigar severament els membres del Servei de Fronteres serbi que haguessin ajudat als autors de l'assassinat de Sarajevo;
9. proporcionar explicacions a Àustria-Hongria sobre les declaracions d'alts funcionaris serbis tant a Sèrbia com a l'estranger, que havien expressat hostilitat envers Àustria-Hongria; i
10. notificar sense retard a Àustria-Hongria l'execució d'aquestes mesures.

El govern austrohongarès, per finalitzar el document, esperava la resposta del govern serbi, a tot tardar a les 5 de la tarda del dissabte 25 de juliol de 1914. Un apèndix donava diferents detalls de "la investigació criminal que ha emprès el jutjat de Sarajevo contra Gavrilo Princip i els seus camarades per l'assassinat", que presumptament demostraven la culpabilitat i l'ajuda proporcionada als conspiradors per alguns alts funcionaris serbis.
Es van donar instruccions al ministre austríac a Belgrad, el baró von Gieslingen, per les quals si "no es rebia una resposta positiva sense condicions" del govern serbi dins del límit de 48 hores de l'ultimàtum ("mesurat des del dia i l'hora que l'anuncieu"), el ministre hauria de marxar de l'ambaixada austrohongaresa a Belgrad amb tot el seu personal.

## Resposta sèrbia

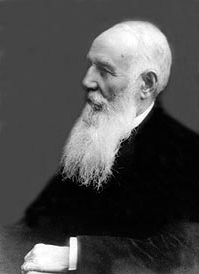
Nikola Pašić, primer ministre serbi

La nit del 23 de juliol, el regent serbi i príncep hereu Alexandre va visitar la legació russa per "expressar la seva desesperació per l'ultimàtum austríac, l'acompliment del qual ell considera una impossibilitat absoluta per un estat que tingui la més petita consideració per la seva dignitat". Tant el Regent com Pašić van demanar el suport res, que fou refusat. Sazonov només va donar suport moral als serbis mentre que Nicolau va dir als serbis que acceptessin l'ultimàtum i esperessin que l'opinió internacional forcés els austríacs a canviar d'opinió. Tant Rússia com França, a causa de les seves debilitats militars, no tenien gens de ganes d'arriscar-se a una guerra el 1914, i per això feien pressió a Sèrbia perquè accedís als termes de l'ultimàtum austríac. Com que els austríacs havien promès repetidament als russos que no planejaven res contra Sèrbia aquell estiu, el seu dur ultimàtum no va provocar gaire en Sazonov.
Confrontat amb l'ultimàtum i la manca de suport de les altres potències europees, el gabinet serbi va preparar un compromís. Els historiadors no es posen d'acord en fins a quin punt els serbis van arribar a un compromís. Alguns historiadors diuen que Sèrbia va acceptar tots els termes de l'ultimàtum excepte l'exigència del punt 6 que permetia a la policia austríaca treballar a Sèrbia. D'altres, sobretot Clark, argumenten que els serbis van preparar la seva resposta a l'ultimàtum de manera que fes l'efecte de fer concessions significatives, però: "en realitat, llavors, era un rebuig altament perfumat de la majoria dels punts".
El magnat navilier alemany Albert Ballin recordava que quan el govern alemany va sentir una informació equivocada que Sèrbia havia acceptat l'ultimàtum, hi va haver "decepció", però una "alegria tremenda" quan va saber que els serbis no havien acceptat tots els termes austríacs. Quan Ballin va suggerir que Guillem finalitzés el seu creuer pel Mar del Nord per gestionar la crisi, el ministeri d'Exteriors alemany va dir secament que l'emperador havia de continuar el seu creuer perquè "s'ha de fer el que calgui per assegurar-se que [Guillem] no interfereix en les coses amb les seves idees pacifistes". Alhora, es va enviar un missatge a Berchtold mitjançant el seu ambaixador a Berlín recordant-li que "Aquí tot retard en l'inici de les operacions de guerra es veurà com un augment del perill que les potències estrangeres hi interfereixin. Aconsellem de procedir sense retards."

Mapa del Regne de Sèrbia el 1913

En una carta a Venetia Stanley, el primer ministre britànic H.H. Asquith va fer un esquema de la seqüència d'esdeveniments que podrien provocar una guerra generalitzada, però notava que no hi havia cap motiu perquè el Regne Unit s'hi impliqués. El Primer Lord de l'Almirallat, Winston Churchill, va escriure, "Europa tremola a la vora d'una guerra general. L'ultimàtum austríac a Sèrbia és el document més insolent del seu tipus que s'ha creat mai", però creia que el Regne Unit es mantindria neutral en la guerra que venia. Grey va suggerir a l'ambaixador austríac que allargués la data límit de l'ultimàtum com la manera millor de salvar la pau. Quan Grey li va dir al seu amic Lichnowsky que "Qualsevol nació que acceptés condicions com aquestes deixaria de comptar realment com a independent", Guillem va escriure al marge de l'informe de Lichnowsky "Això seria molt desitjable. [Sèrbia] no és una nació en el sentit europeu, sinó una banda de lladres!"
El ministre d'Exteriors rus Sergey Sazonov va enviar un missatge a totes les grans potències demanant-los que pressionessin Àustria per allargar la data límit de l'ultimàtum. Sazonov va demanar al govern austríac que demostrés les seves acusacions de complicitat sèrbia en la mort de Francesc Ferran publicant els resultats de la seva investigació oficial, cosa que els austríacs on volien fer perquè no tenien proves concloents sinó circumstancials. Els austríacs van refusar múltiples vegades les peticions russes d'estendre la data límit, malgrat els avisos que una guerra austro-sèrbia podria provocar fàcilment una guerra mundial. Sazonov va acusar l'ambaixador de tenir la intenció d'anar a la guerra amb Sèrbia.

## El Regne Unit s'ofereix com a mediador (23 de juliol)
El 23 de juliol, el secretari d'Exteriors britànic Sir Edward Grey va fer una oferta de mediació amb una promesa que el seu govern intentaria influir en Rússia perquè influís en Sèrbia, i Alemanya perquè influís en Àustria-Hongria com a millor manera d'aturar una guerra generalitzada. Guillem va escriure als marges del despatx de Lichnowsky que contenia l'oferta de Grey que les "ordres condescendents" del Regne Unit s'havien de rebutjar totalment, i que Àustria-Hongria no retiraria cap de les seves "exigències impossibles" a Sèrbia. Continuava: "He de fer això? Ni pensar-ho! Què vol dir [Grey] amb ‘impossible’?" Jagow va ordenar Lichnowsky que li expliqués a Grey la suposada ignorància alemanya de l'ultimàtum austríac, i que Alemanya considerava les relacions austro-sèrbies "un afer intern d'Àustria-Hongria, on no teníem dret a intervenir". La declaració de Jagow va fer molt per desacreditar Alemanya a ulls britànics. Lichnowsky va informar Berlín "Si no ens unim a la mediació, tota la fe que hi ha per aquí en nosaltres i en el nostre amor per la pau quedarà destrossada."
Alhora, Grey es va trobar amb l'oposició de l'ambaixador rus, que va avisar que una conferència amb Alemanya, Itàlia, França i Gran Bretanya fent de mediadors entre Àustria i Rússia trencaria la Triple Entesa informal. Sazonov va acceptar la proposta de Grey per una conferència malgrat les seves reserves sobre els perills de partir la Triple Entesa. Grey va escriure a Sazonov que la Gran Bretanya no tenia una causa per anar a la guerra amb Sèrbia, però que els desenvolupaments posteriors podrien arrossegar-l'hi.

## Alemanya considera escenaris militars (23–24 de juliol)

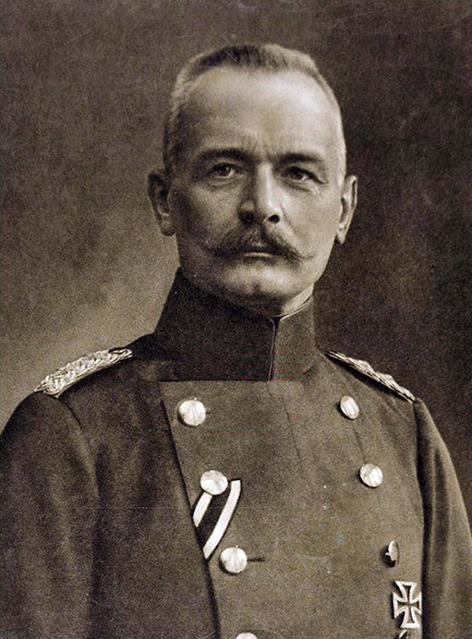
Erich von Falkenhayn, ministre prussià de Guerra entre 1913 i 1914, era partidari d'atacar Rússia.

A partir del 23 de juliol, tots els líders alemanys van tornar en secret a Berlín per encarregar-se de la crisi. Va aparèixer una divisió entre els liderats per Bethmann Hollweg que volien veure què passava després d'un atac austríac contra Sèrbia, i els militars liderats per Moltke i Falkenhayn, que tenien pressa perquè Alemanya continués un atac austríac contra Sèrbia amb un atac alemany contra Rússia. Moltke va afirmar repetidament que 1914 seria el millor moment per començar una "guerra preventiva", o si no, el Gran Programa Militar rus acabaria el 1917, fent que Alemanya no es pogués arriscar mai més a fer una guerra. Moltke afegia que la mobilització russa es veia com una oportunitat que s'havia de buscar més que com una mena d'amenaça, perquè permetria que Alemanya anés a la guerra tot presentant-ho com si la hi haguessin forçat. L'agregat militar alemany a Rússia informava que les preparacions russes per la mobilització eren d'escala molt menor a l'esperada. Encara que al principi, Moltke argumentava que Alemanya havia d'esperar que Rússia es mobilitzés abans de començar la "guerra preventiva", cap a finals de la setmana donava presses per engegar-la igualment. En l'opinió de Moltke, per envair França amb èxit, Alemanya hauria de prendre la fortalesa belga de Lieja per sorpresa. Com més temps continués l'acció diplomàtica, menys probable creia Moltke que es pogués capturar Lieja per sorpresa, i si no es prenia Lieja, tot el Pla Schlieffen es desfaria.
El 24 de juliol, Zimmermann va enviar un despatx a tots els ambaixadors alemanys (excepte el d'Àustria-Hongria) dient-los que informessin els governs on eren destinats que Alemanya no tenia cap mena coneixement anterior de l'ultimàtum. Aquell mateix dia, Grey, que estava preocupat pel to de l'ultimàtum (que li semblava dissenyat per ser rebutjat), avisava Lichnowsky dels perills d'una "guerra europea à quatre" (que impliqués Rússia, Àustria, França i Alemanya) si les tropes austríaques entraven a Sèrbia. Grey va suggerir una mediació entre Itàlia, França, Alemanya i el Regne Unit com a millor manera d'aturar una guerra austro-sèrbia. Jagow va sabotejar l'oferta de Grey esperant que hagués caducat l'ultimàtum per fer circular l'oferta britànica. Jagow pretenia que "no vam exercir cap influència de cap mena respecte al contingut de la nota [l'ultimàtum austríac]", i que Alemanya "no tenia capacitat per aconsellar Viena que es fes enrere" perquè això humiliaria massa Àustria. L'ambaixador rus al Regne Unit va avisar el príncep Lichnowsky: "Només un govern que volgués la guerra podria haver escrit una nota [l'ultimàtum austríac] com aquella." En llegir un resum d'una reunió on Berchtold informava l'ambaixador rus de les intencions pacífiques del seu país envers Rússia, Guillem va escriure al marge "absolutament superflu!" i va dir que Berchtold era "Ruc!"
El mateix 24 de juliol, després de la reunió de Berchtold amb l'encarregat de negocis rus, van arribar queixes furioses des de Berlín, avisant que Àustria no s'havia d'implicar en converses amb cap més potència per evitar que s'aconseguís un compromís. Aquell mateix dia, Guillem va escriure al marge d'un despatx de Tschirschky, dient que Àustria-Hongria era "dèbil" per no ser prou agressiva als Balcans, i escrivint que una alteració del poder als Balcans "ha d'arribar. Àustria ha d'arribar a ser predominant als Balcans en comparació amb els petits, i a expenses de Rússia." El comte Szögyény va informar Viena que "aquí, es dona en general per fet que si Sèrbia rebutja les nostres exigències, respondrem immediatament declarant la guerra, i obrint operacions militars. Aconsellem ... de confrontar el món amb un fait accompli (èmfasi a l'original)." Quan l'ambaixador alemany a Belgrad va informar de la tristesa del poble serbi enfrontat amb l'alternativa de guerra o humiliació nacional, Guillem va escriure al marge del despatx: "Bravo! No ens ho hauríem pas cregut dels vienesos! ... Que buit resulta ser tot el poder serbi; així ha de ser amb totes les nacions eslaves! Només cal xafar fort els talons d'aquesta xusma!"

## Crisi total
El 24 de juliol va marcar l'autèntic inici de la crisi de juliol. Fins aquell punt, la immensa majoria de la població del món ignoraven les maquinacions dels líders de Berlín i Viena, i no hi havia sensació de crisi. Un exemple era el gabinet britànic, que no havia parlat gens d'afers exteriors fins al 24 de juliol.

### Sèrbia i Àustria es mobilitzen, França comença a preparar-se (24–25 de juliol)
El 24 de juliol, el govern serbi, esperant una declaració de guerra austríaca l'endemà, es va mobilitzar mentre Àustria trencava relacions diplomàtiques. L'ambaixador britànic a Àustria-Hongria informava Londres: "Es creu que la guerra és imminent. L'entusiasme més desbocat preval a Viena." Asquith va escriure en una carta a Venetia Stanley que li preocupava que Rússia estava provant d'embolicar la Gran Bretanya en el que descrivia com "la situació més perillosa dels últims quaranta anys". Per aturar una guerra, el secretari permanent del Foreign Office britànic, Sir Arthur Nicolson, va tornar a suggerir que es fes una conferència a Londres presidida pel Regne Unit, Alemanya, Itàlia i França per resoldre la disputa entre Àustria i Sèrbia.

Els estrategs francesos havien aprovat el Pla XVII el maig de 1913 per dur-lo a terme en cas de guerra entre França i Alemanya. Preveia una contraofensiva total per respondre un atac alemany. La implementació concreta del Pla XVII en cinc fases va començar el 7 d'agost. Ara es coneix com la batalla de les fronteres, i va acabar amb derrota francesa.

El 25 de juliol, l'emperador Francesc Josep va signar una ordre de mobilització perquè vuit cossos d'exèrcit comencessin les operacions contra Sèrbia el 28 de juliol; l'ambaixador austrohongarès Giesl va marxar de Belgrad. El govern en funcions de París va cancel·lar tots els permisos per les tropes franceses el 26 de juliol, i va ordenar a la majoria de les tropes franceses al Marroc que comencessin a tornar a França.

### Rússia ordena una mobilització parcial (24–25 de juliol)

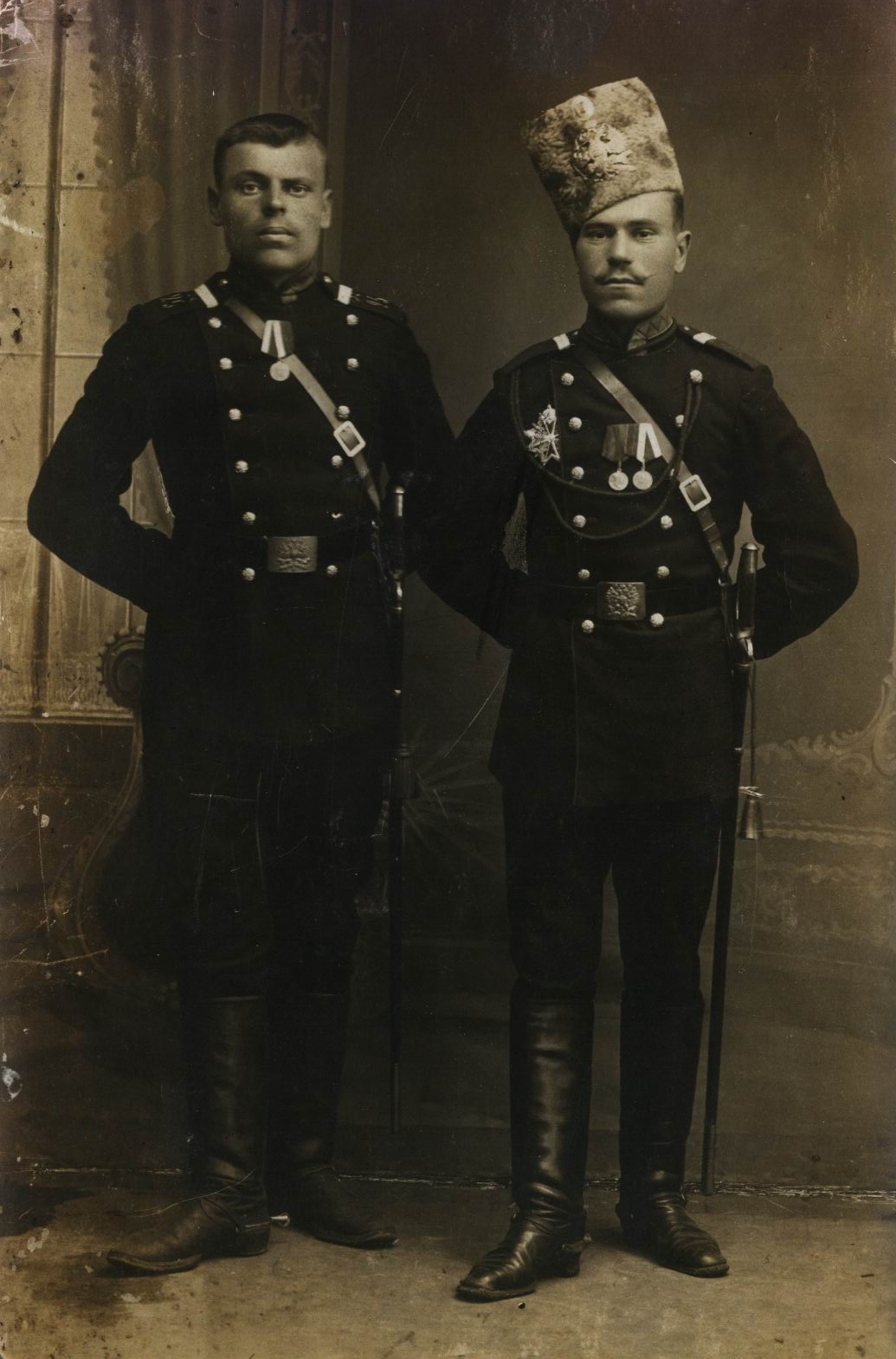
Sotsoficials de l'Exèrcit Imperial Rus, 24 de juliol de 1914

Els dies 24–25 de juliol es va reunir el Consell de Ministres rus. El ministre d'Agricultura rus Alexander Krivoshein, en qui Nicolau confiava especialment, va argumentar que Rússia no estava preparada militarment per un conflicte amb Alemanya i Àustria-Hongria, i que podia aconseguir els seus objectius amb una aproximació prudent. Sazonov va declarar que Rússia havia estat normalment moderada en la seva política exterior, però que Alemanya havia cregut que aquesta moderació era una debilitat que s'havia d'aprofitar. El ministre de Guerra rus Vladimir Sukhomlinov i el ministre de Marina, l'almirall Ivan Grigorovich van declarar que Rússia no estava preparada per una guerra contra Àustria ni contra Alemanya, però que calia una posició diplomàtica més ferma. El govern rus va tornar a demanar a Àustria que allargués la data límit, i va aconsellar els serbis que oferissin tan poca resistència com fos possible als termes de l'ultimàtum austríac. Finalment, per dissuadir Àustria de la guerra, el Consell de Ministres rus va ordenar una mobilització parcial contra Àustria.
El 25 de juliol de 1914, el Consell de Ministres es va celebrar a Krasnoye Selo i el Tsar Nicolau II va decidir d'intervenir en el conflicte austro-serbi, un pas cap a la guerra generalitzada. Va posar l'exèrcit rus en alerta el 25 de juliol. Encara que això no era una mobilització, amenaçava les fronteres alemanya i austríaca i semblava una declaració militar de guerra.
Malgrat que no tenia aliança amb Sèrbia, el Consell va acordar una mobilització parcial secreta de més d'un milió d'homes de l'exèrcit rus i de les flotes del Bàltic i la Mar Negra. Val la pena remarcar, perquè això sol causar confusió en algunes narracions de la guerra, que això es va fer abans que els serbis rebutgessin l'ultimàtum, abans de la declaració de guerra austríaca del 28 de juliol i abans que qualsevol mesura militar presa per Alemanya. Com a moviment diplomàtic, tenia un valor limitat perquè els russos no van fer pública la mobilització fins al 28 de juliol.

#### Punt de vista rus
Els arguments que es van fer servir per donar suport a aquesta acció al Consell de Ministres foren:
- Els alemanys utilitzaven la crisi com a pretext per augmentar el seu poder
- L'acceptació de l'ultimàtum significaria que Sèrbia esdevingués un protectorat d'Àustria
- Rússia s'havia fet enrere en el passat – per exemple en l'afer Liman von Sanders i la Crisi Bosniana – i això encara havia encoratjat els alemanys en comptes d'apaivagar-los
- Les armes russes s'havien recuperat prou des dels desastres de 1904–06

A més, el ministre d'Exteriors rus Sergey Sazonov creia que la guerra era inevitable i refusava de reconèixer que Àustria-Hongria tenia dret a prendre mesures contra l'irredemptisme serbi. Al contrari, Sazonov s'havia alineat amb l'irredemptisme, i volia el col·lapse de l'imperi austrohongarès. Crucialment, els francesos havien assegurat el seu suport per als seus aliats russos per donar una resposta robusta en la seva visita d'estat de feia només dies. A més, de fons hi havia l'ansietat russa pel futur de l'estret turc – "on el control rus dels Balcans col·locaria Sant Petersburg en una posició molt millor per evitar intrusions no desitjades al Bòsfor”
Christopher Clark afirma, "Seria difícil exagerar la importància històrica de les reunions del 24 i 25 de juliol", perquè van envalentir Sèrbia i van apujar els riscos per Alemanya, que encara esperava un conflicte localitzat als Balcans.
La política russa era pressionar els serbis perquè acceptessin l'ultimàtum tant com fos possible sense ser massa humiliats. Rússia tenia ànsia d'evitar una guerra perquè el Gran Programa Militar no s'havia de completar fins al 1917, i Rússia no estava preparada per la guerra. Com que tots els líders francesos, inclosos el president Poincaré i René Viviani, eren al mar al cuirassat France, tornant de la cimera de Sant Petersburg, el cap en funcions del govern francès, Jean-Baptiste Bienvenu-Martin no va adoptar cap postura sobre l'ultimàtum. A més, els alemanys van provocar interferències als missatges de ràdio, com a mínim distorsionant els contactes entre els líders francesos embarcats i París, i possiblement bloquejant-los del tot.

### Maniobres diplomàtiques per evitar o contenir la guerra (26 de juliol)
El 25 de juliol, Grey va tornar a suggerir a Alemanya que informés a Àustria que la resposta sèrbia a l'ultimàtum austríac era "satisfactòria". Jagow va passar l'oferta de Grey a Viena sense comentaris. El mateix dia, Jagow va dir al periodista Theodor Wolff que en opinió seva "ni Londres, ni París, ni Sant Petersburg volen una guerra". El mateix dia, Rússia va anunciar que no podia romandre "sense interès" si Àustria atacava Sèrbia. Tant l'ambaixador francès com el rus van rebutjar la mediació a quatre, i van proposar converses directes entre Belgrad i Viena. Jagow va acceptar l'oferta franco-russa perquè era la millor oportunitat de separar el Regne Unit de França i Rússia. En les seves converses amb el príncep Lichnowsky, Grey va marcar una distinció clara entre una guerra austro-sèrbia, que no interessava al Regne Unit, i una guerra austro-russa, que sí que ho feia. Grey va afegir que el Regne Unit no treballava en coordinació amb França i Rússia, cosa que va augmentar les esperances de Jagow de separar el Regne Unit de la Triple Entesa. El mateix dia, Jagow va enviar un altre missatge a Viena per donar pressa als austríacs perquè declaressin la guerra a Sèrbia.
El 26 de juliol, Berchtold va rebutjar l'oferta de mediació de Grey, i va escriure que si al final no era possible contenir la guerra, la Monarquia Dual comptava, "amb gratitud", amb el suport d'Alemanya "si ens ve forçada una lluita contra un altre adversari". El mateix dia, el general von Moltke va enviar un missatge a Bèlgica exigint que es permetés el pas a les tropes alemanyes per aquell regne "en cas d'una guerra war contra França i Rússia". Bethmann Hollweg, en un missatge als ambaixadors alemanys a Londres, París i Sant Petersburg explicava que l'objectiu principal de la política exterior alemanya era que semblés que Rússia havia forçat la guerra contra Alemanya, per mantenir el Regne Unit neutral i assegurar-se que l'opinió pública alemanya donaria suport a l'esforç bèl·lic. Bethmann Hollweg va demanar a Guillem que enviés un telegrama a Nicolau, assegurant-li que era només per mantenir les aparences públiques. Bethmann Hollweg ho explicava dient, "Si al final arriba la guerra, un telegrama com aquest deixaria la culpabilitat russa ben a la vista". Moltke va visitar el ministre d'Exteriors alemany per aconsellar a Jagow que Alemanya comencés a preparar un ultimàtum per justificar una invasió de Bèlgica. Més tard, Moltke es va reunir amb Bethmann Hollweg, i li va explicar a la seva dona al vespre que havia informat el Canceller que estava "molt disgustat" que Alemanya encara no hagués atacat Rússia.
A Sant Petersburg, el mateix 26 de juliol, l'ambaixador alemany von Pourtalès va dir a Sazonov que rebutgés l'oferta de Grey per fer una cimera a Londres, declarant que la conferència proposada era "massa poc manejable", i si Rússia volia seriosament salvar la pau, havien de negociar directament amb els austríacs. Sazonov va contestar que estava disposat a veure Sèrbia acceptant gairebé totes les exigències austríaques, i seguint el consell de von Pourtalès, va rebutjar la proposta de conferència de Grey a favor de converses directes amb els austríacs. Von Pourtalès va informar Alemanya que Sazonov era "més conciliador", buscant "per trobar un pont ... que satisfaci ... les exigències austríaques" i disposat a fer gairebé qualsevol cosa per salvar la pau. Alhora, von Pourtalès avisava que els canvis en l'equilibri de poder als Balcans es veurien com un acte molt poc amistós a Rússia. Les següents converses austro-russes van ser sabotejades pel refús d'Àustria a abandonar cap de les exigències a Sèrbia. Com a moviment preparatori en cas que sí que acabés havent-hi guerra i el Regne Unit s'hi hagués d'implicar, Winston Churchill, Primer Lord de l'Almirallat britànic, va ordenar a la flota britànica que no es dispersés tal com estava planejat, argumentant que les notícies sobre el moviment britànic podrien servir com a dissuasiu de la guerra, i així ajuda a convèncer Alemanya que pressionés Àustria per deixar córrer algunes de les exigències més agosarades del seu ultimàtum. Grey va declarar que es podia aconseguir una solució de compromís si Alemanya i el Regne Unit treballaven plegats. La seva manera de fer va generar oposició per part d'alts càrrecs britànics, que creien que els alemanys gestionaven la crisi amb mala fe. Nicolson va avisar Grey que, en opinió seva "Berlín està jugant amb nosaltres". Grey per la seva banda, rebutjava el diagnòstic de Nicolson, i creia que Alemanya estava interessada en aturar una guerra generalitzada.
Philippe Berthelot, el director polític del Quai d'Orsay, va dir a Wilhelm von Schoen, l'ambaixador alemany a París que "per al meu cervell de ximplet, l'actitud d'Alemanya era inexplicable si no tenia com a objectiu la guerra".
A Viena, Conrad von Hötzendorf i Berchtold no es posaven d'acord sobre quan havia de començar Àustria les operacions. Conrad volia esperar fins que estigués a punt una ofensiva militar, mentre que Berchtold creia que la finestra diplomàtica per una represàlia ja s'hauria tancat llavors.
El 27 de juliol, Grey va tornar a enviar una proposta de pau mitjançant el príncep Lichnowsky demanant que Alemanya utilitzés la seva influència sobre Àustria-Hongria per salvar la pau. Grey va avisar Lichnowsky que si Àustria continuava amb la seva agressió contra Sèrbia, i Alemanya amb la seva política de donar suport a Àustria, llavors el Regne Unit no tindria cap més remei que alinear-se amb França i Rússia. El ministre d'Exteriors francès va informar l'ambaixador alemany a París, von Schoen, que França tenia ànsia de trobar una solució pacífica, i estava preparada per fer el màxim amb la seva influència a Sant Petersburg si Alemanya "aconsellava moderació a Viena, ja que Sèrbia havia complert gairebé tots els punts".

### En Guillem s'ho repensa (26-28 de juliol)
El 28 de juliol, després de llegir la resposta sèrbia, Guillem va comentar, "Però això elimina tots els motius per la guerra" o "totes les causes per la guerra cauen a terra". Guillem va observar que Sèrbia havia fet "una capitulació de les més humiliants", que "les poques reserves [que] Sèrbia ha fet respecte a alguns punts, a parer meu, es poden aclarir amb una negociació", i actuant de forma independent de Grey, va fer una oferta similar de "Atureu-vos a Belgrad". Guillem va declarar que com que "els serbis són orientals i, per tant, mentiders, estafadors i mestres de l'evasió", calia una ocupació temporal de Belgrad per Àustria fins que Sèrbia complís la seva paraula.
El canvi d'opinió sobtat de Guillem sobre la guerra va fer enrabiar Bethmann Hollweg, els militars, i el servei diplomàtic, que van sabotejar l'oferta de Guillem. Un general alemany va escriure: "malauradament ... notícies de pau. El Kàiser vol pau ... Fins i tot vol influir sobre Àustria i aturar-ho tot." Bethmann Hollweg va sabotejar la proposta de Guillem donant instruccions a von Tschirschky perquè no contingués Àustria. En traspassar el missatge de Guillem, Bethmann Hollweg en va excloure les parts on l'Emperador deia als austríacs que no anessin a la guerra. Jagow va dir als seus diplomàtics que ignoressin l'oferta de pau de Guillem i continuessin pressionant per la guerra. El general Falkenhayn va dir a Guillem que "ja no tenia el control de l'afer a les seves mans". Falkenhayn va continuar donant a entendre que els militars donarien un cop d'estat i el deposarien a favor del més agressiu príncep hereu Guillem si continuava treballant per la pau.
Bethmann Hollweg va mencionar dues condicions favorables per a la guerra en el seu telegrama a Viena: que Rússia es fes aparèixer com a agressor forçant una Alemanya reticent a la guerra, i que Anglaterra es mantingués neutral. La necessitat de fer que Rússia semblés l'agressor era la preocupació més gran de Bethmann-Hollweg perquè el Partit Socialdemòcrata alemany havia denunciat Àustria per declarar la guerra a Sèrbia i havia organitzat manifestacions al carrer per protestar les accions de suport d'Alemanya a Àustria. Això no obstant, Bethmann Hollweg tenia molta fe en les promeses que havia rebut en privat dels líders de l'SPD que donarien suport al govern si Alemanya s'havia d'enfrontar a un atac rus.
El 26 de juliol, Guillem va acabar el seu creuer del mar del Nord i va tornar a Berlín. Guillem va desembarcar a Cuxhaven (Kiel) sortint-ne el 25 de juliol a les 6 del vespre malgrat les objeccions del seu canceller. L'endemà a la tarda, l'ordre de dispersar la Flota Britànica i llicenciar els reservistes britànics es va anul·lar, posant la Marina Britànica en peu de guerra.

### Àustria-Hongria fa els preparatius finals per la guerra (27 de juliol)
El 27 de juliol, Àustria-Hongria va començar a completar els preparatius per la guerra. Aquell mateix dia, Jagow va informar Szögyény que només feia veure que acceptava les ofertes de mediació britàniques per assegurar la neutralitat britànica, però que no tenia cap intenció d'aturar la guerra. Szögyény va informar "per evitar malentesos" que Jagow li havia promès que "el govern alemany assegurava a Àustria de la forma més concloent que de cap manera s'identifica amb la proposta [l'oferta de mediació de Grey], que probablement arribarà a la Vostra Excel·lència [Berchtold] des del govern alemany: ans al contrari, està decididament oposat a la seva consideració i només us la traspassa en deferència a la petició britànica" (èmfasi a l'original). Jagow va continuar declarant que estava "absolutament en contra de tenir en compte el desig britànic", perquè "el punt de vista del govern alemany era que en aquell moment tenia la màxima importància evitar que la Gran Bretanya fes causa comuna amb Rússia i França. Per tant, hem d'evitar qualsevol acció [que] pugui tallar la línia, que fins ara ha funcionat tan bé, entre Alemanya i Gran Bretanya". Szögyény va acabar el seu telegrama: "Si Alemanya li digués clarament a Grey que es negava a comunicar el pla de pau d'Anglaterra, aquest objectiu [assegurar la neutralitat britànica en la guerra imminent] podria no aconseguir-se." Bethmann Hollweg, en un missatge al príncep Tschirschky, va escriure el 27 de juliol que Alemanya havia de semblar que considerava la mediació britànica per no ser vistos com a instigadors de la guerra. En passar el missatge de Grey, Bethmann Hollweg va esborrar l'última línia, que deia: "A més, el món sencer està convençut aquí, i sento a dir pels meus col·legues que la clau de la situació es troba a Berlín, i que si Berlín vol la pau seriosament, evitarà que Viena segueixi una política temerària" En la seva resposta a Londres, Bethmann Hollweg va fingir que: "Hem començat immediatament la mediació a Viena en el sentit desitjat per Sir Edward Grey." Jagow va enviar l'oferta de Grey a Tschirschky, el seu ambaixador a Viena, però li va ordenar que no l'ensenyés a cap càrrec austríac per si l'acceptaven. Alhora, Bethmann Hollweg va enviar una explicació distorsionada de l'oferta de Grey a Guillem.
A Londres, Grey va dir en una reunió del gabinet britànic que ara calia decidir si es triava neutralitat en cas de guerra o si s'entrava al conflicte. Mentre el gabinet encara no havia decidit quin curs s'havia de prendre, Churchill va posar la flota britànica en estat d'alerta. L'ambaixador austríac a París, el comte Nikolaus Szécsen von Temerin, va informar a Viena: "L'extensió de l'obediència de Sèrbia, que aquí no es creia possible, ha provocat una forta impressió. La nostra actitud fa que pugi l'opinió que volem la guerra a qualsevol preu." Un diplomàtic rus a Londres va criticar amb molta visió Grey per creure massa en Alemanya com a força per la pau. Va avisar els britànics que "la guerra és inevitable i és culpa d'Anglaterra; que si Anglaterra hagués declarat immediatament la seva solidaritat amb Rússia i França i la seva intenció de lluitar si calia, Alemanya i Àustria haurien dubtat." A Berlín, l'almirall von Müller va escriure al seu diari que "Alemanya hauria de mantenir la calma per permetre que Rússia es posés en fals però llavors no defugir la guerra si fos inevitable". Bethmann Hollweg va dir a Guillem que "En tots els esdeveniments, cal posar Rússia en fals sense pietat".
El 28 de juliol a les 11:49 del matí, el príncep Lichnowsky va enviar la quarta oferta britànica de mediació, aquesta vegada del rei Jordi V a més de Grey. Lichnowsky va escriure que el rei desitjava que "la participació conjunta anglo-germànica, amb l'ajuda de França i Itàlia, pugui tenir èxit a controlar en interès de la pau la situació actual, extremadament greu". A les 4:25 de la tarda del 28 de juliol, Lichnowsky va informar a Berlín que "des de l'aparició de les exigències austríaques, aquí ningú creu en la possibilitat de contenir el conflicte". El secretari permanent del Foreign Office, Sir Arthur Nicolson, i el secretari privat de Grey, Sir William Tyrrell, van veure l'oferta de conferència de Grey com "l'única possibilitat d'evitar una guerra generalitzada" i esperaven "d'obtenir una satisfacció plena per Àustria, perquè Sèrbia serà més probable que cedeixi a la pressió de les Potències i que se sotmeti a la seva voluntat conjunta que no pas a les amenaces d'Àustria". Tyrrell compartia l'opinió de Grey que si s'envaïa Sèrbia, "la guerra mundial seria inevitable". Lichnowsky, al seu despatx a Berlín va donar "un avís urgent en contra de la creença en la possibilitat de contenció [del conflicte]". Quan Sir Edward Goschen, l'ambaixador britànic a Berlín, va presentar la proposta de conferència a Jagow, els alemanys la van rebutjar totalment. En una carta a Grey, Bethmann Hollweg declarava que Alemanya "no podia convocar Àustria davant d'un jutjat europeu en el seu cas amb Sèrbia". Les tropes austríaques van començar a concentrar-se a Bòsnia com a pas preparatori per envair Sèrbia. Falkenhayn va dir al govern alemany, "Ara s'ha decidit que l'assumpte es resoldrà lluitant, costi el que costi", i va aconsellar a Bethmann Hollweg que ordenés immediatament un atac alemany contra Rússia i França. Moltke donava suport a Falkenhayn presentant la seva opinió fonamentada que 1914 era una "situació singularment favorable" perquè Alemanya anés a la guerra, perquè tant Rússia com França no estaven preparades, mentre que Alemanya sí. Quan s'hagués completat el Gran Programa Militar rus el 1917, Moltke afirmava que Alemanya ja no podria considerar més la perspectiva de guanyar una guerra i, per tant, havia de destruir França i Rússia mentre encara era possible. Moltke acabava el seu informe amb: "No ho encertarem mai més tan bé com ara." Jagow va seguir Moltke enviant un missatge a Viena dient als austríacs que havien d'atacar Sèrbia immediatament perquè si no, el pla de pau britànic podria acceptar-se.

## Àustria-Hongria declara la guerra a Sèrbia (28 de juliol)

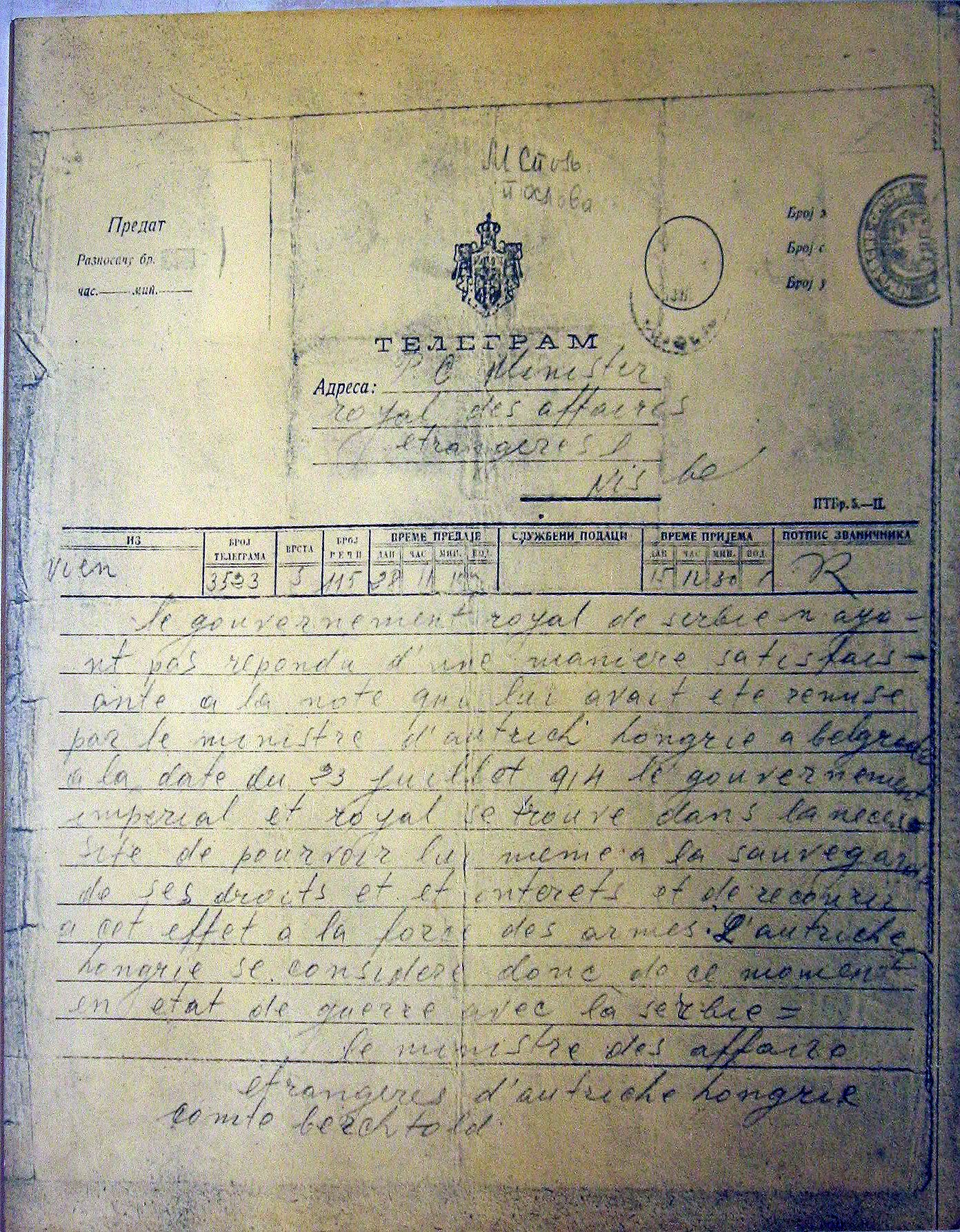
El telegrama d'Àustria-Hongria al Regne de Sèrbia declarant la guerra, 28 de juliol de 1914

A les 11:00 del matí del 28 de juliol, Àustria va declarar la guerra a Sèrbia. Seguint les instruccions de Bethmann Hollweg, von Tschirschky no va presentar la proposta d'"Aturar-se a Belgrad" de Guillem fins al migdia. A la 1 de la matinada del 29 de juliol, el monitor fluvial austríac SMS Bodrog va disparar els primers trets de la Primera Guerra Mundial, bombardejant Belgrad com a resposta als sapadors serbis que havien destruït el pont ferroviari sobre el riu Sava que unia tots dos països. A Rússia, es va ordenar la mobilització parcial per als quatre districtes militars que feien frontera amb Àustria-Hongria. Guillem va enviar un telegrama a Nicolau demanant suport rus per la guerra austríaca contra Sèrbia. Nicolau va contestar: "Estic content que hagis tornat ... Et demano que m'ajudis. S'ha declarat una guerra innoble contra un país feble ... Aviat estaré aclaparat per la pressió que em caurà a sobre ... per prendre mesures extremes que provocaran la guerra. Per intentar evitar una calamitat com una guerra europea, et demano en nom de la nostra vella amistat que facis el que puguis per evitar que els teus aliats vagin massa lluny."
Poc després de declarar la guerra a Sèrbia, Conrad va informar els alemanys que Àustria-Hongria no podia començar les operacions fins al 12 d'agost, cosa que va provocar fúria a Berlín. El diplomàtic bavarès, comte Lerchenfeld va informar Múnic: "El govern Imperial queda així en la posició extraordinàriament difícil d'estar exposat durant aquest període intermedi a les propostes de mediació i de conferències de les altres Potències, i si continua mantenint les seves reserves envers aquestes propostes, l'antipatia d'haver provocat una guerra mundial li caurà a sobre, fins i tot a ulls del poble alemany. Però una guerra amb èxit a tres fronts (és a dir, Sèrbia, Rússia i França) no es pot començar i continuar amb aquesta base. És imperatiu que la responsabilitat de qualsevol extensió del conflicte a les Potències que no hi estan implicades directament recaigui només sobre Rússia." Alhora, l'ambaixador alemany a Rússia, Portalés, informava que, basant-se en una conversa amb Sazonov, Rússia estava preparada per fer concessions "sorprenents" prometent de pressionar Sèrbia perquè acceptés la majoria d'exigències austríaques per evitar una guerra. La perspectiva de converses fou rebutjada sense ni pensar-s'ho per Bethmann Hollweg.
Tot i que encara el 27 de juliol Jagow expressava l'opinió que la mobilització parcial russa contra les fronteres d'Àustria-Hongria no era un casus belli, Moltke, en canvi, argumentava que Alemanya s'havia de mobilitzar immediatament i atacar França. Bethmann Hollweg es va imposar a Moltke en dues reunions el 29 de juliol, argumentant que Alemanya havia d'esperar que Rússia comencés una mobilització general. Com va dir Bethmann Hollweg a Moltke, aquesta era la millor manera d'assegurar-se que la culpa de tot plegat es podia col·locar a la porta de Rússia, i així assegurar-se la neutralitat britànica. Mentre prometia no començar la mobilització sense les ordres del Canceller, Moltke va ordenar a l'agregat militar alemany a Bèlgica que demanés permís perquè les tropes alemanyes la travessessin de camí per atacar França. També el 28 de juliol, Bethmann Hollweg va oferir de formar una aliança militar antirussa a Turquia.

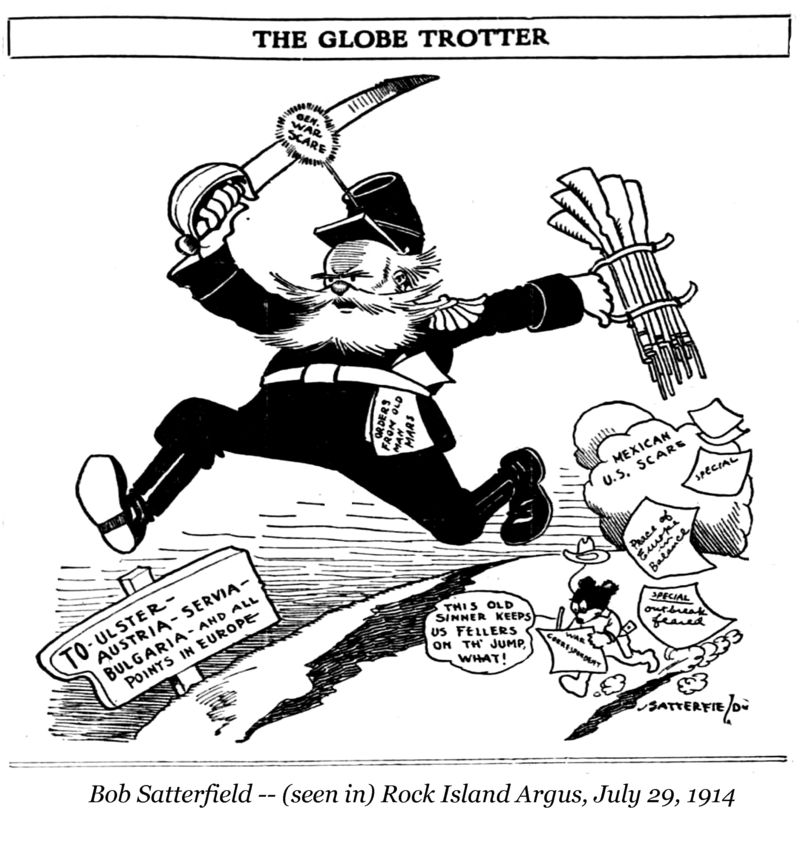
Dibuix titulat "The Globe Trotter" al diari nord-americà Rock Island Argus del 29 de juliol de 1914 que dibuixa el "General Espant de la Guerra" corrent des de la tensió entre els Estats Units i Mèxic cap a "tots els punts d'Europa"

En una reunió amb l'ambaixador britànic, Goschen, Bethmann Hollweg va dir la mentida evident que Alemanya estava provant de pressionar Àustria perquè abandonés la guerra contra Sèrbia. Com que el príncep Enric de Prússia feia veure que el rei Jordi V li havia promès que el Regne Unit es mantindria neutral, el Kàiser va rebutjar l'oferta de Bethmann Hollweg d'un acord naval amb el Regne Unit, afirmant que Alemanya ja no havia d'oferir res al Regne Unit ara que el rei Jordi semblava que havia promès la neutralitat del seu país.
A Londres, Churchill va escriure a Jordi V que la Royal Navy s'havia posat "en estat de precaució preparatori". Churchill va escriure que "no cal emfatitzar que aquestes mesures no prejutgen una intervenció ni donen per suposat que la pau de les grans potències no es conservarà".
El 29 de juliol, Guillem va enviar un telegrama a Nicolau on declarava "Crec que un acord directe entre el teu govern i Viena és possible i desitjable". L'Estat Major austríac va enviar una nota a Jagow queixant-se de la seva declaració que no veia una mobilització parcial russa com una amenaça a Alemanya, i demanava que Alemanya es mobilitzés per dissuadir Rússia de donar suport a Sèrbia. En resposta al missatge austríac, Jagow va dir a un diplomàtic rus que "Alemanya tenia la mateixa obligació de mobilitzar-se [en resposta a la mobilització parcial russa]; per tant, no quedava res per fer, i els diplomàtics havien de deixar parlar als canons."
En una reunió a Potsdam, segons les notes de l'almirall Tirpitz, Guillem "es va expressar sense reserves sobre la incompetència de Bethmann" en afers estrangers. Bethmann Hollweg va suggerir que Alemanya signés un acord naval amb la Gran Bretanya que limités la mida de la Flota d'alta mar per mantenir la Gran Bretanya fora de la guerra. L'almirall Tirpitz va anotar: "El Kàiser va informar la companyia que el Canceller havia proposat que, per mantenir Anglaterra neutral, havíem de sacrificar la flota alemanya per un acord amb Anglaterra, cosa que ell, el Kàiser, havia refusat."
Per assegurar l'acceptació del seu pla de pau, Grey va fer la proposta "Aturar-se a Belgrad", de manera que Àustria ocupés Belgrad i no continués. Com que era la mateixa proposta que havia fet Guillem, Bethmann Hollweg ho veia com una amenaça més seriosa, perquè hauria fet més difícil que Alemanya la rebutgés. Bethmann Hollweg va demanar que Àustria fes almenys un esforç per mostrar interès en el pla de pau britànic. Per sabotejar l'oferta de Bethmann Hollweg (que encara que no era sincera es veia com a perillosa per si tenia èxit), Moltke va demanar a Viena que no considerés el pla de pau britànic, i, en canvi, ordenés la mobilització general i activés el Pla de Guerra R, els plans austríacs per una guerra contra Rússia.
En una reunió amb Bethmann Hollweg a finals del 29 de juliol, Falkenhayn i Moltke van tornar a exigir que Alemanya utilitzés la mobilització parcial russa com a excusa per anar a la guerra. Bethmann Hollweg va tornar a insistir que Alemanya havia d'esperar la mobilització general russa perquè era l'única manera d'assegurar-se el suport del públic alemany i la neutralitat de Gran Bretanya en la "guerra imminent" contra França i Rússia. Per fer que "Rússia semblés l'agressor", Moltke va demanar la mobilització austríaca contra Rússia per proporcionar un casus foederis perquè Alemanya fes el mateix. En el mateix missatge, Moltke va expressar l'esperança que el pla de pau britànic fracassés, i va anunciar que creia que l'única manera de salvar Àustria-Hongria com a potència era mitjançant una guerra general europea. Aquell vespre, Moltke va repetir la seva petició, i va tornar a prometre que "Alemanya es mobilitzarà" contra Rússia, si Àustria fes el mateix. El comte Szogyeny va informar Viena que el govern alemany "considerava la possibilitat d'un conflicte europeu amb la calma més absoluta", i que els alemanys només estaven preocupats pel fet que potser Itàlia no honorés la Triple Aliança.

### El Regne Unit rebutja els intents alemanys d'assegurar-se la neutralitat britànica (29 de juliol)
En una reunió a Londres, Grey va avisar el príncep Lichnowsky en termes subtils que si Alemanya atacava França, Gran Bretanya consideraria anar a la guerra contra Alemanya. Grey va repetir el seu pla de pau "Aturar-se a Belgrad", i va exigir que Alemanya l'acceptés. Grey va acabar la reunió amb l'avís que "si Àustria no té la voluntat d'entrar en una discussió de la qüestió sèrbia, una guerra mundial és inevitable". Per remarcar els avisos de Grey, el govern britànic va ordenar una alerta general per les seves forces armades. A París, Jean Jaurès, el líder del Partit Socialista Francès, i destacat pacifista, fou assassinat per un fanàtic d'extrema dreta. A St. Petersburg, l'ambaixador francès Maurice Paléologue, quan va saber amb retard, la nit del 29 al 30 de juliol, de la mobilització parcial de Rússia, va protestar contra l'acció russa.
En una altra reunió amb Goschen la nit del 29 de juliol, Bethmann Hollweg va declarar que Alemanya aniria aviat a la guerra contra França i Rússia, i va intentar assegurar-se la neutralitat britànica prometent-li que Alemanya no s'annexionaria parts de la França metropolitana (Bethmann Hollweg no va voler fer cap promesa sobre les colònies franceses). En la mateixa reunió, Bethmann Hollweg pràcticament va anunciar que Alemanya aviat violaria la neutralitat de Bèlgica, encara que Bethmann Hollweg va dir que, si Bèlgica no es resistia, Alemanya no se l'annexionaria.

El Pla Schlieffen fa referència al pensament estratègic alemany sobre com anar a la guerra contra França. Alemanya creia que, en cas de guerra amb França i Rússia, el camí alemany a la victòria seria derrotar ràpidament França abans de girar-se i lluitar contra Rússia, que eren menys capaços de mobilitzar-se i moure tropes al front. La necessitat d'una resolució ràpida al Front Occidental va fer que els plans alemanys per evitar les fortificacions defensives franceses (mostrades aquí en forma d'àrees blaves) fossin maniobrar cap al nord i violar la neutralitat belga. Però la invasió de Bèlgica feia pujar el risc d'implicar Gran Bretanya, que expressava una responsabilitat moral per la seguretat belga, reduint així la possibilitat de victòria. Alemanya no va poder gestionar les trampes d'aquests dos imperatius contradictoris l'agost de 1914.

La reunió Goschen-Bethmann Hollweg va fer molt per decantar el govern britànic cap a la decisió d'aliar-se amb França i Rússia. Sir Eyre Crowe va comentar que Alemanya s'"havia decidit" per la guerra. La política d'Alemanya era revelar al Regne Unit els seus objectius en la guerra en l'esperança que es pogués arribar a una declaració que assegurés la neutralitat britànica. En comptes d'això, l'acció de Bethmann Hollweg va tenir l'efecte contrari, perquè ara Londres tenia clar que a Alemanya no li interessava la pau.
Quan Goschen ja havia sortit de la reunió, Bethmann Hollweg va rebre un missatge del príncep Lichnowsky que deia que Grey desitjava ferventment una conferència entre les quatre potències, però que si Alemanya atacava França, llavors Anglaterra no tindria cap més remei que intervenir a la guerra. En resposta a l'avís britànic, Bethmann Hollweg va canviar de tàctica de sobte, escrivint al príncep Tschirschky que Àustria havia d'acceptar la mediació. Cinc minuts més tard, Bethmann Hollweg va demanar a Viena en un segon missatge que deixés de "refusar tot intercanvi d'opinions amb Rússia", i va avisar que "havien de refusar de permetre a Viena que ens arrossegui a una conflagració mundial frívolament i sense fer cas del nostre consell". En un altre missatge, Bethmann Hollweg va escriure "Per evitar una catàstrofe general o en qualsevol cas per posar Rússia en fals, hem de demanar urgentment a Viena que comenci i continuï les converses amb Rússia." Com va fer notar l'historiador Fritz Fischer, només quan Bethmann Hollweg va rebre un avís clar que el Regne Unit intervindria en una guerra va començar a pressionar Àustria per la pau. El consell de Bethmann Hollweg fou rebutjat per Àustria perquè era massa tard. El comte Berchtold va dir a l'ambaixador alemany que necessitaria alguns dies per pensar en l'oferta alemanya i que, fins llavors, els esdeveniments seguirien el seu curs.

### Alemanya demana a Àustria-Hongria que accepti l'oferta sèrbia (28-30 de juliol)

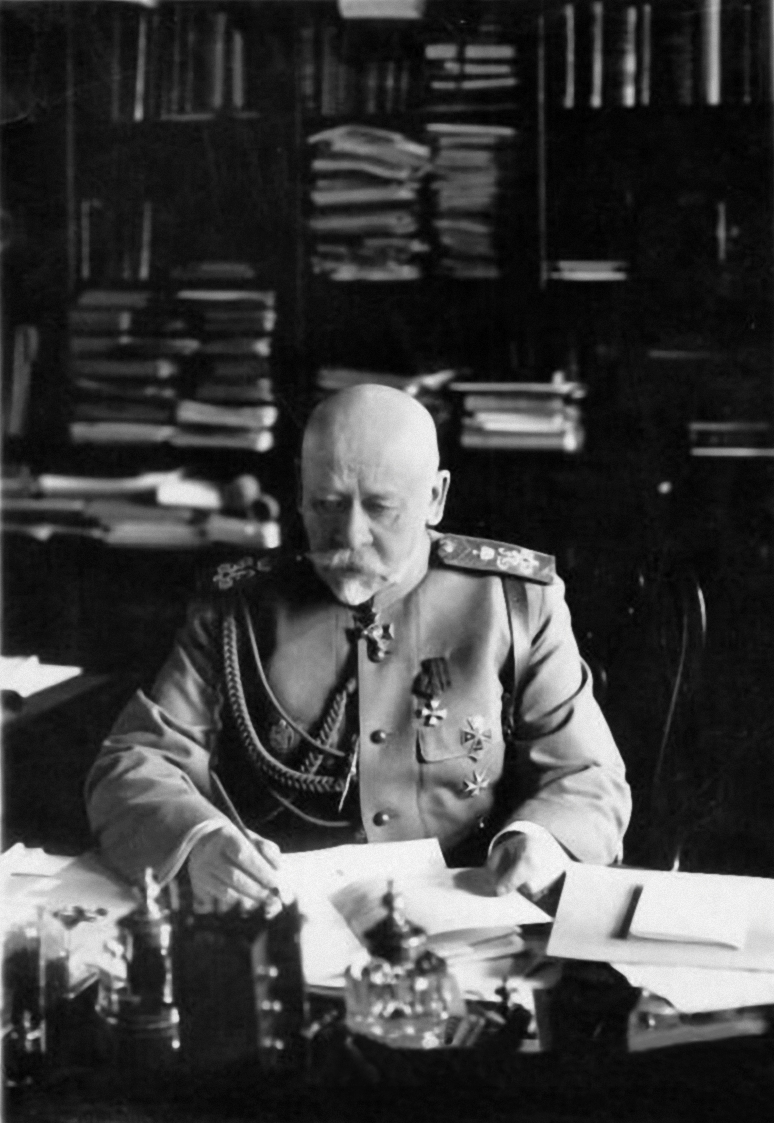
Vladimir Sukhomlinov, Ministre de Guerra de l'Imperi Rus, insistia que una mobilització parcial era impossible per a Rússia.

Al principi de la crisi de juliol, Alemanya havia donat el seu suport total a Àustria. Aquesta tàctica havia servit anys enrere per evitar la intervenció russa durant la crisi per l'annexió de Bòsnia el 1908, i per tant es devia creure que oferia la millor possibilitat de contenir la disputa austro-sèrbia. El 28 de juliol, Rússia va ordenar la mobilització parcial en resposta a la declaració de guerra contra Sèrbia, Bethmann Hollweg es va alarmar i va canviar el seu discurs en 180 graus. Ja el dia 28, dues hores abans de saber de la declaració de guerra austríaca, el Kàiser havia suggerit el pla d'"Aturar-se a Belgrad" i havia explicat a von Jagow que ja no hi havia motiu per la guerra amb la resposta sèrbia, i que estava disposat a fer de mitjancer amb Sèrbia.
Després de saber de la declaració de guerra austríaca contra Sèrbia, Bethmann Hollweg va enviar el 'pla de penyora' del Kàiser a Viena el vespre del 28 de juliol, amb instruccions a Tschirschky (l'ambaixador alemany a Viena) perquè l'expressés en persona "enèrgicament" a Berchtold i que "telegrafiés resposta". Després d'esperar la resposta tot el dimecres (29 de juliol), Bethmann Hollweg va enviar tres telegrames més exigint urgentment una resposta "immediata" al seu 'pla de penyora' i el pla de "converses directes" entre Àustria i Rússia i va afegir-hi comentaris derogatoris severs en contra d'Àustria.
Després de rebre informació des de Roma que Sèrbia ara estava disposada "a condició de certes interpretacions, fins i tot empassar-se els articles 5 i 6, és a dir, l'ultimàtum austríac sencer", Bethmann Hollweg va traspassar aquesta informació cap a Viena a les 12:30 de la matinada del 30 de juliol, afegint que la resposta de Sèrbia a l'ultimàtum austríac era una "base apropiada per a la negociació." Berchtold va contestar que encara que l'acceptació de la Nota austríaca hauria estat satisfactòria abans que les hostilitats haguessin començat, "ara després d'haver començat l'estat de guerra, les condicions austríaques han de prendre naturalment un altre to." En resposta, Bethmann Hollweg, ara coneixedor de l'ordre russa de mobilització parcial, va enviar ràpidament uns quants telegrames durant les primeres hores de la matinada del 30 de juliol. Va telegrafiar Viena a les 2:55 de la matinada i a les 3:00  insistint que Àustria-Hongria acceptés les condicions sèrbies per evitar arrossegar Alemanya a una guerra general.
Tschirschky va donar aquests telegrames de matinada de Bethmann Hollweg a Berchtold mentre tots dos dinaven el dijous 30 de juliol. Tschirschky va informar a Berlín que Berchtold estava "pàl·lid i silenciós" mentre llegia dos cops els telegrames de Bethmann, abans de declarar que portaria l'assumpte a l'Emperador. Després que Berchtold va marxar a la seva audiència amb l'Emperador Francesc Josep la tarda del dijous 30, els consellers de Berchtold, Forgach i Hoyos van informar Bethmann Hollweg que no havia d'esperar resposta fins a l'endemà al matí (divendres 31 de juliol), perquè s'havia de consultar Tisza, que no seria a Viena fins llavors. Bethmann va passar la resta del dia 30 continuant amb la pressió a Viena per la necessitat de negociacions i informant les Potències dels seus esforços de mediació.

## Mobilització general russa (30 de juliol)
El 30 de juliol, Nicolau va enviar un missatge a Guillem informant-lo que havia ordenat una mobilització parcial contra Àustria, i demanant-li que fes el que pogués per una solució pacífica. Quan va saber de la mobilització parcial de Rússia, Guillem va escriure: "Llavors jo també he de mobilitzar." L'ambaixador alemany a St. Petersburg va informar Nicolau que Alemanya es mobilitzaria si Rússia no aturava immediatament totes les preparacions militars, incloses les que abans havia assegurat a Rússia que no veia com a amenaça contra Alemanya o com a causa per mobilització alemanya. L'agregat militar alemany a Rússia va informar que semblava que els russos actuaven per por però "sense intencions agressives". Alhora, l'ordre de Nicolau de mobilització parcial va provocar protestes tant de Sazonov com del ministre de la Guerra rus, el general Vladimir Sukhomlinov, que insistia que no era tècnicament possible fer una mobilització parcial, i que, vista l'actitud d'Alemanya, calia una mobilització general. Nicolau va demanar al principi una mobilització general, i després de rebre una petició de pau de Guillem la va cancel·lar com a senyal de bona voluntat. La cancel·lació de la mobilització general va provocar protestes furioses de Sukhomlinov, Sazonov, i els generals russos, tots ells insistint a Nicolau que la recuperés. Sota fortes pressions, Nicolau va cedir i va ordenar una mobilització general el 30 de juliol.
Christopher Clark afirma: "La mobilització general russa fou una de les decisions més significatives de la crisi de juliol. Aquesta fou la primera de les mobilitzacions generals. Va arribar en el moment que el govern alemany ni tan sols havia declarat l'estat de guerra imminent"
Rússia ho va fer per:
- Com a resposta a la declaració de guerra austríaca del 28 de juliol.
- La mobilització parcial ordenada anteriorment era incompatible amb una mobilització general futura.
- El convenciment de Sazonov que la intransigència austríaca era la política d'Alemanya i, si Alemanya estava dirigint Àustria, no tenia sentit mobilitzar-se només contra Àustria.
- França va reiterar el seu suport per Rússia, i hi havia motius significatius per pensar que la Gran Bretanya també donaria suport a Rússia.[172]

Nicolau no volia ni abandonar Sèrbia a l'ultimàtum d'Àustria-Hongria, ni provocar una guerra generalitzada. En una sèrie de cartes intercanviades amb el Kàiser Guillem d'Alemanya (conegudes com a "correspondència Willy i Nicky") tots dos proclamaven el seu desig de pau, i cadascun intentava fer que l'altre es fes enrere. Nicolau volia que la mobilització de Rússia només fos contra la frontera austríaca, amb l'esperança d'evitar la guerra amb l'Imperi Alemany. Això no obstant, el seu exèrcit no tenia plans de contingència per una mobilització parcial, i el 31 de juliol de 1914 Nicolau va fer el pas fatídic de confirmar l'ordre de mobilització general, malgrat que no volia fer-ho.

### Resposta alemanya a la mobilització russa

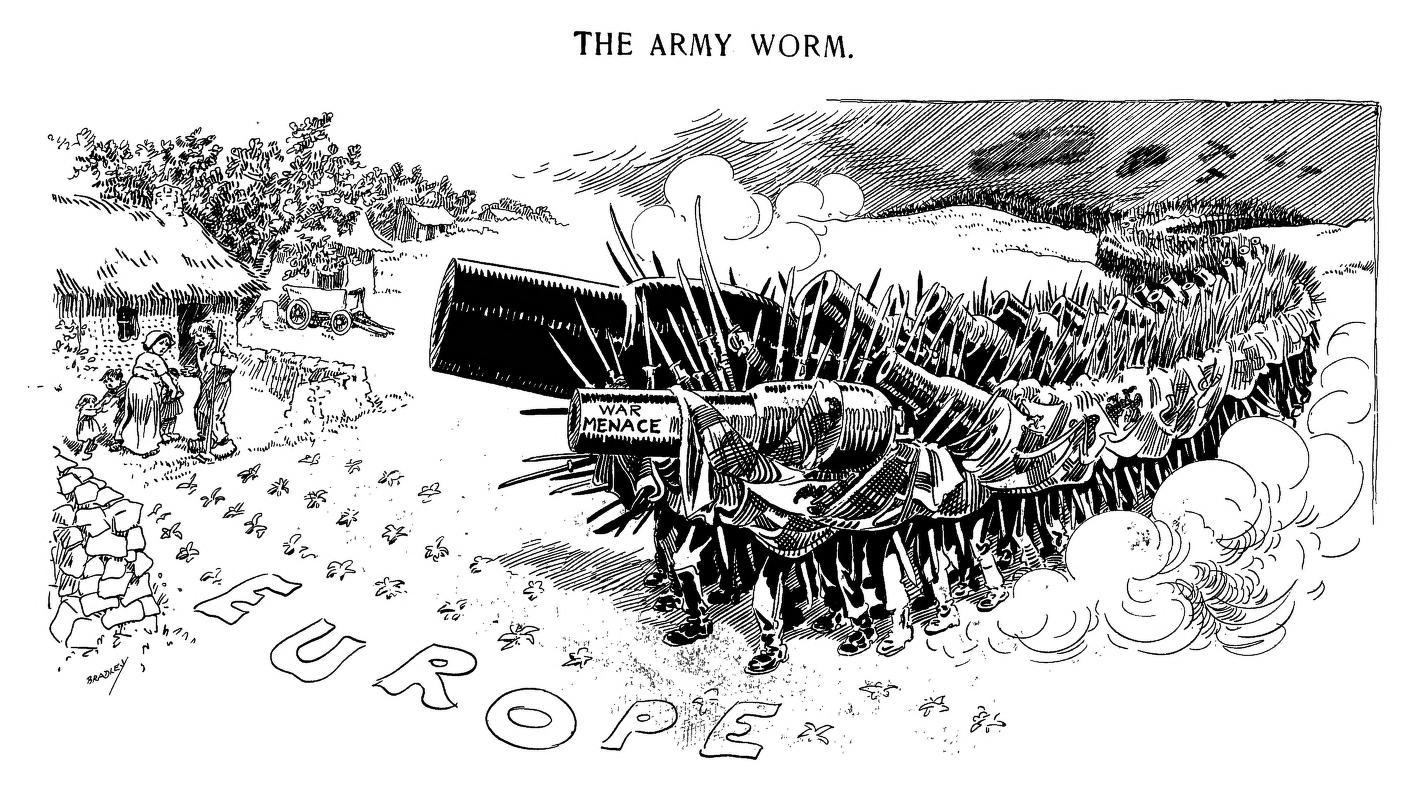
Dibuix titulat "El Cuc de l'Exèrcit" al diari americà Chicago Daily News que representa "L'Amenaça de la Guerra" contra la gent d'Europa, 1914

El vespre del dijous 30, amb els esforços desesperats de Berlín per persuadir Viena que fes alguna mena de negociació, i amb Bethmann Hollweg esperant encara resposta de Berchtold, Rússia va donar l'ordre de mobilització total. Quan l'Emperador alemany va saber que, si Alemanya atacava França i Rússia, Anglaterra no quedaria neutral amb tota probabilitat, va deixar anar una diatriba vehement, denunciant Anglaterra com "aquesta bruta nació de botiguers." Aquell mateix dia es va signar l'aliança alemanya-turca contra Rússia. Moltke va passar un missatge a Conrad demanant la mobilització general com a primer pas per una guerra contra Rússia.
A les 9:00 de la nit del 30 de juliol, Bethmann Hollweg va cedir a les exigències repetides de Moltke i Falkenhayn i els va prometre que Alemanya emetria una proclamació de "perill imminent de guerra" l'endemà a migdia tant si Rússia començava una mobilització general com si no. Bethmann Hollweg va alegrar-se quan va saber de la mobilització general russa a les 9:00 del matí del dia 31, perquè li permetia presentar la guerra com una cosa que Rússia havia forçat a Alemanya.
En una reunió del Consell d'Estat prussià feta el 30 de juliol, Bethmann Hollweg va observar que la mobilització russa no era una font de preocupació per Alemanya: Bethmann Hollweg va declarar que el seu únic interès era ara, per motius polítics nacionals, "presentar Rússia com a part culpable" de la guerra. En la mateixa reunió, el canceller va declarar que si li semblava a l'opinió pública que la mobilització russa havia forçat Alemanya a la guerra, llavors no havia "res a témer" dels socialdemòcrates. Bethmann Hollweg va afegir, "No hi haurà pensaments de vagues parcials ni generals ni de sabotatges."
Aquell mateix dia cap al tard, Bethmann Hollweg va enviar un missatge a l'ambaixador alemany a Viena augmentant la pressió perquè acceptessin la proposta d'aturar-se a Belgrad. Bethmann Hollweg no podia anar a la guerra en suport de la intransigència austríaca sota aquestes circumstàncies. Però poc després, "de seguida que les notícies de la mobilització general de Rússia van començar a arribar a Berlín" el Canceller va donar instruccions a l'ambaixador de Viena "que tots els intents de mediació s'aturin", i que se suspengués la directiva. Fritz Fischer i altres acadèmics han mantingut l'opinió alternativa que l'explicació del príncep Enric que el rei Jordi li havia promès que Anglaterra es mantindria neutral era el motiu del canvi. Fischer observa que el telegrama que informava d'aquestes assegurances "vagues" va arribar 12 minuts abans que s'enviés el telegrama de suspensió, i que el propi Bethmann Hollweg va justificar la cancel·lació d'aquesta manera, tot i reconèixer que abans d'això Bethmann Hollweg ja havia preparat, però encara no enviat, un telegrama a Viena on explicava que havia "cancel·lat l'execució de les instruccions al No. 200, perquè l'Estat Major m'acaba d'informar que les mesures militars dels nostres veïns, especialment a l'est, ens obliguen a una decisió ràpida per evitar que ens agafin per sorpresa".

### Àustria continua la guerra sèrbia, França i Anglaterra demanen moderació (30-31 de juliol)
En tornar a França, el primer ministre francès René Viviani va enviar un missatge a St. Petersburg demanant que Rússia no fes cap acció que donés a Alemanya una excusa per mobilitzar-se. Es va ordenar a les tropes franceses que es retiressin a 10 km de la frontera alemanya com a mostra de les intencions pacífiques de França. El primer ministre britànic Asquith va escriure a Stanley observant el deteriorament de la situació.
El 31 de juliol, el Consell de la Corona austríac va decidir de continuar la guerra contra Sèrbia, i ignorar els perills de la mobilització russa esperant el suport alemany. Nicolau va escriure a Guillem per prometre-li que la mobilització general russa no tenia com a objectiu el preludi de la guerra.
L'ambaixador alemany a París va lliurar un ultimàtum al primer ministre Viviani dient-li que si Rússia no aturava la seva mobilització, llavors Alemanya atacaria França. Viviani, acabat d'arribar a França, no sabia res de la mobilització general russa, i li va demanar informació al seu ambaixador a St. Petersburg. El general Josep Joffre de l'Exèrcit Francès va demanar permís per ordenar una mobilització general. La seva petició fou refusada.

## Mobilització alemanya (1–3 d'agost)
Quan la notícia de la mobilització general russa va arribar a Berlín, Guillem va estar d'acord a signar les ordres per la mobilització alemanya, i les tropes alemanyes van començar les preparacions per entrar a Luxemburg i Bèlgica com a pas previ a envair França. Com va observar l'historiador Fritz Fischer, l'aposta de Bethmann Hollweg d'esperar la mobilització russa havia funcionat, i els socialdemòcrates van oferir el seu suport al govern. L'agregat militar bavarès va informar de celebracions als salons del ministeri de Guerra quan es va saber de la mobilització russa. Segons el Pla Schlieffen, mobilitzar Alemanya havia de suposar la guerra perquè com a part del pla, les tropes alemanyes tal com es convocaven havien d'enviar Bèlgica automàticament. Al contrari dels plans de guerra de les altres potències, que Alemanya es mobilitzés significava anar a la guerra. Tant Moltke com Falkenhayn van dir al govern que Alemanya havia de declarar la guerra fins i tot si Rússia oferia negociar.
A Londres, Asquith va escriure a Stanley que "l'opinió general actualment—especialment forta a la City—és mantenir-se'n fora costi el que costi". El gabinet britànic estava totalment dividit amb molts ministres oposats frontalment a la implicació britànica en una guerra; una figura clau era David Lloyd George, el Chancellor of the Exchequer, que al principi estava a favor de mantenir obertes les opcions del Regne Unit, després semblava a punt de dimitir a principis d'agost, per quedar-se finalment al càrrec quan va considerar que l'agressió alemanya contra Bèlgica era un casus belli suficient. Els Conservadors van prometre al govern que si els ministres liberals antiguerra dimitien, ells entrarien al govern per donar suport a la guerra. F. E. Smith va dir a Churchill que els conservadors donarien suport a la guerra contra Alemanya si França era atacada.

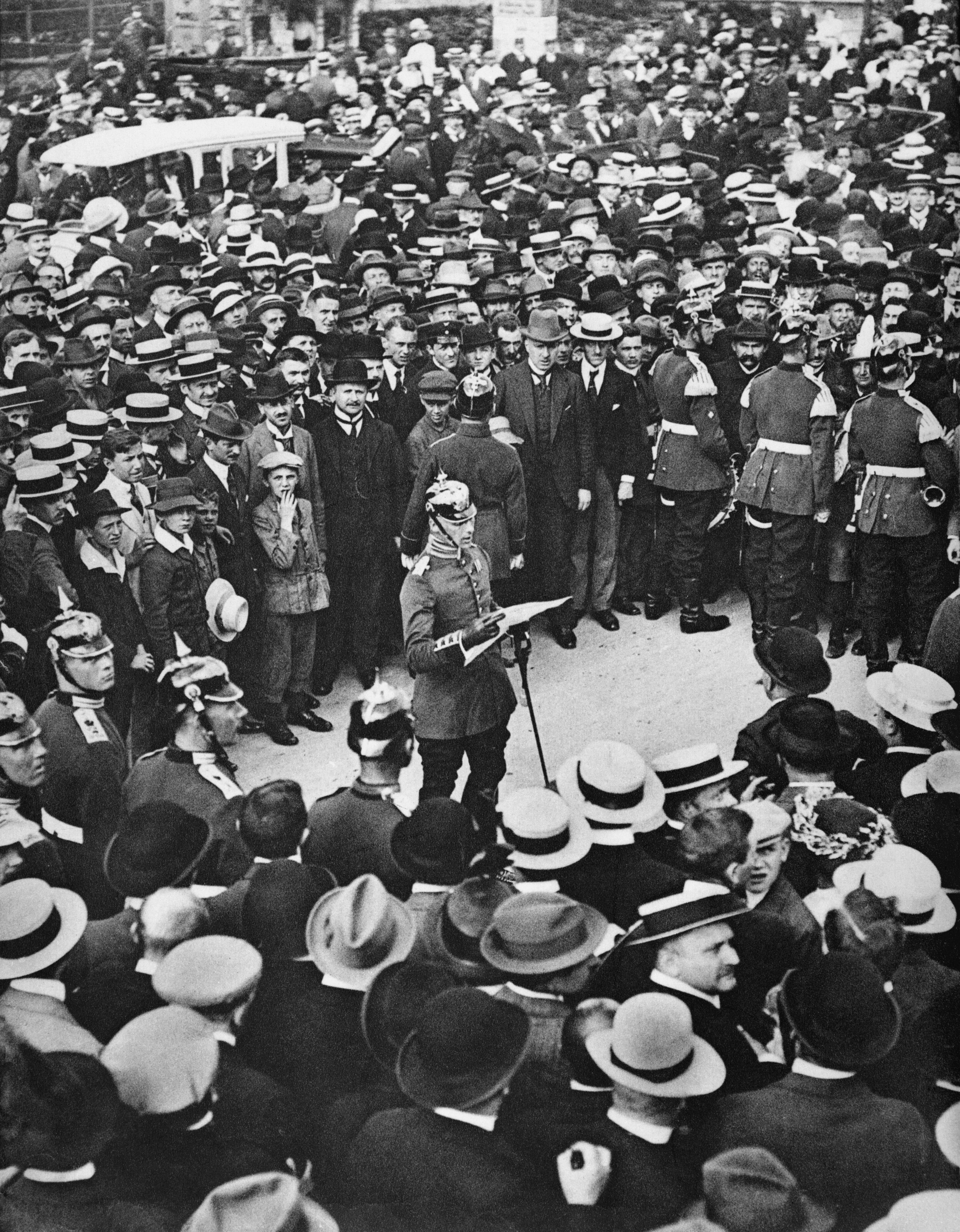
A Berlín una multitud escolta mentre un oficial alemany llegeix l'ordre de mobilització de Guillem II, 1 d'agost de 1914.

El 31 de juliol, el Kàiser Guillem II escrivia que la Triple Entesa havia conspirat per atrapar Alemanya en les seves obligacions per tractat amb Àustria "com a pretext per dur a terme una guerra d'anihilació en contra nostra".
L'1 d'agost de 1914, es va enviar una oferta britànica per garantir la neutralitat francesa i Guillem la va acceptar ràpidament. A les 4:23 de la tarda va arribar un telegrama de l'ambaixador alemany al Regne Unit amb una proposta britànica planejada per garantir la neutralitat de França i així limitar la guerra al flanc oriental. Guillem va ordenar les forces alemanyes que només ataquessin Rússia, provocant protestes vehements de Moltke que no era tècnicament possible de fer-ho perquè el gruix de les forces alemanyes ja estava avançant cap a Luxemburg i Bèlgica. Guillem va acceptar immediatament la proposta amb telegrames a nivells diplomàtic i reial." Mantenint aquesta decisió, Guillem II va exigir als seus generals que transferissin la mobilització cap a l'est. Moltke, el Cap de l'Estat Major General alemany, li va dir que era impossible, i el kàiser li va contestar "El teu oncle m'hauria donat una resposta diferent!" En comptes d'això, es va decidir de mobilitzar tal com estava planejat i cancel·lar la invasió prevista de Luxemburg. Un cop la mobilització fou completa, l'exèrcit es tornaria a desplegar cap a l'est. En resposta a l'ordre de Guillem, un Moltke desmoralitzat es queixava que "Ara, només falta que Rússia també es faci enrere." Moltke va començar a convèncer l'Emperador que continués l'avanç per "raons tècniques".
A Berlín, Bethmann Hollweg va anunciar que Alemanya s'havia mobilitzat i va lliurar un ultimàtum a França dient-li que renunciés a la seva aliança amb Rússia o rebria un atac alemany. En resposta a les informacions de tropes alemanyes envaint Luxemburg i Bèlgica, a més de l'ultimàtum alemany, es va autoritzar la mobilització francesa l'1 d'agost; aquella mateixa tarda, Guillem signava les ordres de mobilització. Bethmann Hollweg estava enfadat amb Moltke per haver fet signar les ordres a Guillem sense informar-lo abans. A les 7:00 de la tarda de l'1 d'agost, tropes alemanyes envaien Luxemburg.

### Alemanya declara la guerra a Rússia, França, i Bèlgica (1–4 d'agost)
Al mateix temps que envaïa Luxemburg, l'1 d'agost de 1914 Alemanya va declarar la guerra a Rússia. En presentar la seva declaració de guerra, l'ambaixador alemany va donar per error als russos les dues còpies de la declaració, una que deia que Rússia havia refusat de contestar a Alemanya i l'altra que deia que les respostes de Rússia eren inacceptables. Grey va avisar a Lichnowsky que si Alemanya envaïa Bèlgica, el Regne Unit aniria a la guerra.
El matí del 2 d'agost, mentre les tropes franceses encara estaven a distància de la frontera alemanya, les tropes alemanyes van prendre el control de Luxemburg com a pas previ a la invasió de Bèlgica i França.
El 2 d'agost, el govern britànic va prometre que la Royal Navy protegiria la costa de França d'atacs alemanys. El secretari d'Afers Exteriors britànic Edward Grey va donar la seguretat ferma del Regne Unit per protegir França amb la seva marina a l'ambaixador francès Paul Cambon. L'explicació de Cambon deia: "Vaig sentir que la batalla estava guanyada. Tot estava acordat. Certament, un gran país no fa la guerra a mitges. Un cop decidit a lluitar en la guerra al mar, necessàriament l'acabaria lluitant també a la terra." Dins del gabinet britànic, el sentiment generalitzat que Alemanya aviat violaria la neutralitat de Bèlgica i destruiria França com a potència va portar a l'acceptació progressiva que la Gran Bretanya es veuria forçada a intervenir.
Es va lliurar un altre ultimàtum alemany, aquest cop a Bèlgica el 2 d'agost, demanant pas lliure per a l'exèrcit alemany de camí cap a França. El rei Albert de Bèlgica va refusar la petició alemanya de violar la neutralitat del seu país. El 3 d'agost, Alemanya va declarar la guerra a França, i a Bèlgica el dia 4. Aquest acte violava la neutralitat belga, a la qual s'hi havien compromès Alemanya, França i el Regne Unit per tractat; la violació alemanya de la neutralitat belga va donar el casus belli per la declaració de guerra britànica.
Cap al final del 4 d'agost, Bethmann Hollweg va dir al Reichstag que les invasions alemanyes de Bèlgica i Luxemburg eren violacions de la llei internacional, però va argumentar que Alemanya estava "en un estat de necessitat, i la necessitat no sap de lleis".

## El Regne Unit declara la guerra a Alemanya (4 d'agost)

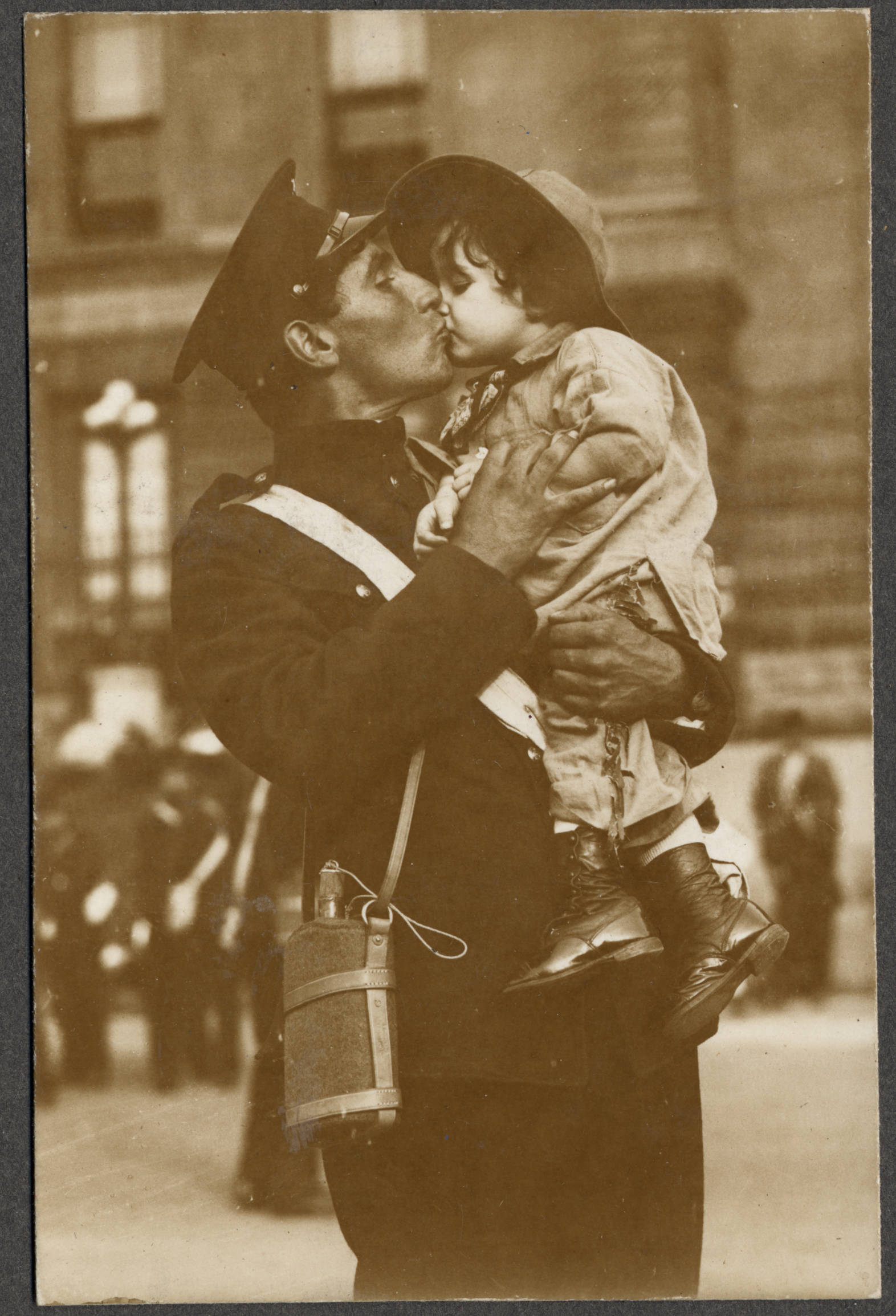
Un soldat de la Força Expedicionària Canadenca abans d'embarcar-se des de Quebec cap a Gran Bretanya el 21 d'agost de 1914, menys de dos mesos després de l'assassinat de Sarajevo.

A les 7 de la tarda del 4 d'agost, l'ambaixador britànic Sir Edward Goschen va lliurar l'ultimàtum britànic al secretari d'Estat alemany Gottlieb von Jagow, exigint un compromís abans de mitjanit d'aquell mateix dia (en cinc hores) per aturar-se en la violació de la neutralitat belga. Jagow va rebutjar l'ultimàtum britànic i Goschen va exigir els seus passaports i va demanar una reunió privada i personal amb Bethmann Hollweg, que el va convidar a sopar. Durant una conversa molt emotiva Bethmann Hollweg, que s'havia passat la carrera provant de millorar les relacions, va acusar la Gran Bretanya d'anar a la guerra per la seva agenda nacional pròpia, que no tenia res a veure amb la de Bèlgica, que hauria estat compensada pel mal rebut. Va citar el discurs de Grey com a prova que la Gran Bretanya no anava a la guerra per Bèlgica. Segons l'informe de Goschen a Grey, Bethmann Hollweg va dir que el Tractat de Londres, era per Anglaterra (no per Alemanya), una excusa, és a dir, un "tros de paper" i, comparat amb el "fet espantós d'una guerra anglogermànica", els passos que havia pres el govern de Sa Majestat eren terribles; per una paraula – "neutralitat", una paraula que en temps de guerra s'havia menyspreat tan sovint – només per un tros de paper la Gran Bretanya faria la guerra contra una nació germana que no desitjava res millor que ser-hi amics.
Els telegrames de Goschen del 4 d'agost a Grey no van arribar mai a Londres i, per tant, no era clar si hi havia un estat de guerra entre la Gran Bretanya i Alemanya fins al límit de l'ultimàtum a mitjanit, hora de Berlín. El 4 d'agost de 1914, Gran Bretanya va declarar la guerra a Alemanya. El govern britànic esperava un conflicte limitat de moviments ràpids al camp de batalla com la Guerra francoprussiana, on la Gran Bretanya utilitzaria bàsicament la seva gran força naval. L'explicació de Goschen sobre la conversa del "tros de paper" tenia data del 6 d'agost i més endavant fou retocada i publicada pel govern britànic i va indignar l'opinió pública de la Gran Bretanya i els Estats Units.
En esclatar la guerra, es diu que Guillem va dir: "I pensar que el Jordi i el Nicky m'han traït! Si la meva àvia hagués estat viva, no ho hauria permès mai."

### Punt de vista britànic

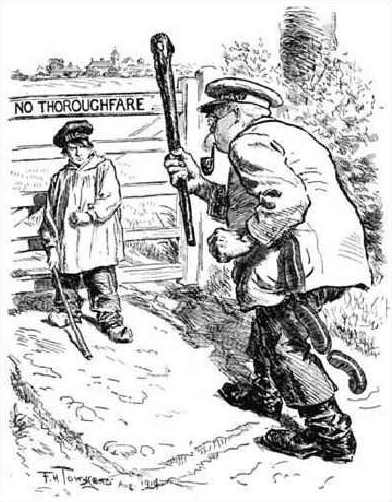
La revista satírica britànica Punch representava Bèlgica com un noi escanyolit que bloquejava el pas d'una Alemanya vella i abusadora, agost de 1914

Les raons de la Gran Bretanya per declarar la guerra eren complexes. Quan la guerra ja havia començat, el motiu que es va donar fou que la Gran Bretanya havia de garantir la neutralitat de Bèlgica pel tractat de Londres. La invasió alemanya de Bèlgica era, per tant, el casus belli i, el que és important, va legitimar i galvanitzar el suport popular per la guerra entre l'electorat antiguerra del Partit Lliberal. Això no obstant, el Tractat de Londres de 1839 no comprometia a la Gran Bretanya tota sola a protegir la neutralitat de Bèlgica.
Més aviat fou decisiu el suport a França. Edward Grey argumentava que els acords navals amb França (encara que no havien estat aprovats pel Gabinet) creaven una obligació moral entre la Gran Bretanya i França. El mandarí del ministeri d'Exteriors britànic Eyre Crowe va declarar: "Si arribés la guerra, i Anglaterra se'n quedés al marge, passaria una de dues coses. (a) O bé Alemanya i Àustria guanyen, destrossen França i humilien Rússia. Quina seria la posició d'una Anglaterra sense amics? (b) O França i Rússia guanyen. Quina seria la seva actitud envers Anglaterra? Què passaria amb l'Índia i la Mediterrània?"
En cas que la Gran Bretanya abandonés els seus aliats de l'Entesa, temia que si Alemanya guanyava la guerra, o si la guanyava l'Entesa sense suport britànica, llavors, tant sí com no es quedaria sense amics. Això hauria deixat tant la Gran Bretanya com el seu imperi vulnerables a atacs.
En l'àmbit domèstic, el gabinet liberal estava dividit i en cas que no es declarés la guerra el govern cauria perquè el primer ministre Asquith, Edward Grey i Winston Churchill van deixar clar que dimitirien. En aquest cas, el govern liberal perdria el control del Parlament. Si això passés, els conservadors proguerra arribarien al poder. El Partit Liberal podria no recuperar-se mai–com de fet va passar el 1916.

## Àustria-Hongria declara la guerra a Rússia (6 d'agost)
El 6 d'agost, l'Emperador Francesc Josep va signar la declaració de guerra austrohongaresa a Rússia.

### Historiografia
- Horne, John, ed. A Companion to World War I (2012) 38 topics essays by scholars
- Kramer, Alan. "Recent Historiography of the First World War – Part I", Journal of Modern European History (Feb. 2014) 12#1 pp 5–27; "Recent Historiography of the First World War (Part II)", (May 2014) 12#2 pp 155–174.
- Levy, Jack S., and John A. Vasquez, eds. The Outbreak of the First World War: Structure, Politics, and Decision-Making (Cambridge UP, 2014).
- Mombauer, Annika. "Guilt or Responsibility? The Hundred-Year Debate on the Origins of World War I." Central European History 48.4 (2015): 541-564.
- Mulligan, William. "The Trial Continues: New Directions in the Study of the Origins of the First World War." English Historical Review (2014) 129#538 pp: 639–666.
- Williamson Jr, Samuel R., and Ernest R. May. "An identity of opinion: Historians and July 1914." Journal of Modern History 79.2 (2007): 335-387. online
- Winter, Jay. and Antoine Prost eds.  The Great War in History: Debates and Controversies, 1914 to the Present (2005)
- Zagare, Frank C. The games of July: explaining the Great War (U of Michigan Press, 2011), uses game theory.
- Zametica, John. Folly and Malice: The Habsburg Empire, the Balkans and the Start of World War One (2017) excerpt